# 2014 dans les parcs de loisirs
| Années des parcs de loisirs : 2011 - 2012 - 2013 - 2014 - 2015 - 2016 - 2017    |
| Décennies des parcs de loisirs : 1980 - 1990 - 2000 - 2010 - 2020 - 2030 - 2040 |

L'article 2014 dans les parcs de loisirs répertorie les événements marquants et les nouveautés majeures de l'année 2014, dans le domaine des parcs de loisirs à travers le monde.

## Parcs d'attractions

### Ouverture
- Sochi Park ( Russie) ouvert au public en février
- Chimelong Ocean Kingdom ( Chine) ouvert au public le 29 mars (soft-opening le 28 janvier)[1]
- Kingoland ( France) ouvert au public le 19 avril
- Euro Park ( Chine) ouvert au public le 27 avril
- Legoland Discovery Centre Boston ( États-Unis) ouvert au public le 23 mai
- Parc du Petit Prince ( France) ouvert au public le 1er juillet
- Fantawild Adventure Tianjin ( Chine) ouvert au public le 6 juillet
- Energylandia ( Pologne) ouvert au public le 14 juillet
- Cinecittà World ( Italie) ouvert au public le 24 juillet
- Vinpearl (Phú Quốc) ( Viêt Nam) ouvert au public le 1er novembre[2]
- Sky Ranch Pampanga ( Philippines) ouvert au public le 30 novembre
- MOI Park ( Turquie)

### Fermeture
- Palais Crystal ( Canada)
- Parc Avenue ( France)
- Daejanggeum Theme Park ( Corée du Sud)
- HoffMan PlayLand ( États-Unis)

### Changement de nom
- Six Flags Kentucky Kingdom devient Kentucky Kingdom ( États-Unis)

## Parcs aquatiques

### Ouverture
- El Dorado ( Paraguay) ouvert au public le 17 janvier
- Six Flags Hurricane Harbor à Six Flags Over Georgia ( États-Unis) ouvert au public le 30 mai
- Warner Beach à Parque Warner Madrid ( Espagne) ouvert au public le 19 juin
- Agua Magica à Isla Mágica ( Espagne) ouvert au public le 28 juin
- Cowabunga Bay Las Vegas ( États-Unis) ouvert au public le 4 juillet
- Lotte World Waterpark ( Corée du Sud) ouvert au public le 12 septembre

### Changement de nom
- Knott's Soak City (Palm Springs) devient Wet'n'Wild Palm Springs ( États-Unis)
- Splash Adventure devient Alabama Splash Adventure ( États-Unis)
- Splashtown devient Wet'n'Wild Splashtown[3] ( États-Unis)

## Événements
- Janvier
  - 8 janvier -  Espagne - Le français Yann Caillère prend la direction générale du groupe espagnol Parques Reunidos[4].
- mars
  - 13 mars -  Espagne - PortAventura European Destination Resort et Ferrari annoncent la création d'un hôtel et d'un parc thématique dans le complexe de loisirs pour 2016[5],[6],[7].
- avril
  - 10 avril -  France - La Compagnie des Alpes cède sa participation dans le groupe Looping au fonds HIG et acquiert 2,5 % de la société japonaise MacEarth[8].
- mai
  - 28 mai -  Allemagne - Un accident durant les tests de la nouvelle attraction d'Europa-Park, Arthur au Royaume des Minimoys, blesse deux ouvriers. L'un d'eux décède de ses blessures deux jours plus tard[9].
- juillet
  - 8 juillet -  États-Unis - L'ouverture de l'attraction Harry Potter and the Escape from Gringotts et de la zone Diagon Alley à Universal Studios Florida donne lieu a une file d'attente de 450 minutes[10].
  - 8 juillet -  Espagne - Un adolescent se tue en tombant des montagnes russes Inferno du parc Terra Mítica[11].
  - 11 juillet -  Espagne - PortAventura European Destination Resort est le 1er complexe européen à organiser un spectacle du Cirque du Soleil. Intitulé Koozå, il se joue quotidiennement sous un chapiteau d'une capacité de 2 400 spectateurs par représentation du 11 juillet au 30 août[12],[13]. L'adhésion de plus de 100 000 spectateurs à Koozå relevant de bons résultats, PortAventura annonce un accord avec le Cirque du Soleil pour une durée de 5 ans[14].
- septembre
  - 8 septembre -  Allemagne - Europa-Park reçoit son 100 millionième visiteur[15].
  - 16 septembre -  France - Tom Wolber prend la succession de Philippe Gas au poste de Président d'Euro Disney SAS[16].
  - 18 septembre -  États-Unis - Palace Entertainment annonce la vente de 14 centres de divertissement et d'un parc aquatique à Apex Parks Group[17].
  - 23 septembre -   Pays-Bas - Ouverture du salon Euro Attraction Show (EAS) à Amsterdam, pour une durée de 3 jours[18].

## Analyse économique de l'année
En juin 2015, l'organisme TEA (Themed Entertainment Association) assisté par AECOM Economics publient leur analyse globale du secteur des parcs d'attractions pour l'année 2014. Ce document, le The Global Attractions Attendance Report 2014, présente en détail plusieurs données clés de l'industrie mais également une série de classements des parcs les plus fréquentés, classés en catégorie. Cette analyse peut être considérée comme une référence du secteur.

### Classement des 10 groupes les plus importants
| Rang | Société                            | Fréquentation (en millions de visiteurs) | Tendance |
| ---- | ---------------------------------- | ---------------------------------------- | -------- |
| 1    | Walt Disney Parks and Resorts      | 134 330 000                              | 1,3 %    |
| 2    | Merlin Entertainments Group        | 62 800 000                               | 5,0 %    |
| 3    | Universal Studios Recreation Group | 40 152 000                               | 10,4 %   |
| 4    | OCT Parks China                    | 27 990 000                               | 6,3 %    |
| 5    | Six Flags Inc.                     | 25 638 000                               | -1,8 %   |
| 6    | Cedar Fair Entertainment           | 23 305 000                               | -0,9 %   |
| 7    | SeaWorld Parks & Entertainment     | 22 399 000                               | -4,3 %   |
| 8    | Parques Reunidos                   | 22 206 000                               | -14,6 %  |
| 9    | Chimelong Paradise                 | 18 659 000                               | 59,9 %   |
| 10   | Songcheng Worldwide                | 14 560 000                               | 103,6 %  |

### Classement des 25 parcs d'attractions les plus visités dans le monde
Pour quantifier l'évolution du marché mondial, TEA/AECOM se base sur l'addition du nombre d'entrées (c'est-à-dire de la fréquentation) des 25 parcs d'attractions les plus visités, quelle que soit leur location. Pour 2014, ce total s'est élevé à 223.4 millions de visiteurs, en augmentation (de 4,1 %) par rapport à 2013. Le groupe Universal Parks & Resorts connaît une année particulièrement exceptionnelle.
| Rang  | Parc                             | Ville / Pays             | Fréquentation (en millions de visiteurs) | Tendance |
| ----- | -------------------------------- | ------------------------ | ---------------------------------------- | -------- |
| 1     | Magic Kingdom                    | Orlando / États-Unis     | 19 332 000                               | 4,0 %    |
| 2     | Tokyo Disneyland                 | Tokyo / Japon            | 17 300 000                               | 0,5 %    |
| 3     | Disneyland                       | Anaheim / États-Unis     | 16 769 000                               | 3,5 %    |
| 4     | Tokyo DisneySea                  | Tokyo / Japon            | 14 100 000                               | 0,1 %    |
| 5     | Universal Studios Japan          | Osaka / Japon            | 11 800 000                               | 16,8 %   |
| 6     | Epcot                            | Orlando / États-Unis     | 11 454 000                               | 2,0 %    |
| 7     | Disney's Animal Kingdom          | Orlando / États-Unis     | 10 402 000                               | 2,0 %    |
| 8     | Disney's Hollywood Studios       | Orlando / États-Unis     | 10 312 000                               | 2,0 %    |
| 9     | Parc Disneyland                  | Chessy / France          | 9 940 000                                | -4,7 %   |
| 10    | Disney California Adventure      | Anaheim / États-Unis     | 8 769 000                                | 3,0 %    |
| 11    | Universal Studios Florida        | Orlando / États-Unis     | 8 263 000                                | 17,0 %   |
| 12    | Universal's Islands of Adventure | Orlando / États-Unis     | 8 141 000                                | 0,0 %    |
| 13    | Ocean Park                       | Hong Kong / Chine        | 7 792 000                                | 4,2 %    |
| 14    | Lotte World                      | Séoul / Corée du Sud     | 7 606 000                                | 2,8 %    |
| 15    | Hong Kong Disneyland             | Hong Kong / Chine        | 7 500 000                                | 1,4 %    |
| 16    | Everland                         | Yongin / Corée du Sud    | 7 381 000                                | 1,1 %    |
| 17    | Universal Studios Hollywood      | Los Angeles / États-Unis | 6 824 000                                | 11,0 %   |
| 18    | Songcheng Park                   | Hangzou / Chine          | 5 810 000                                | 38,3 %   |
| 19    | Nagashima Spa Land               | Kuwana / Japon           | 5 630 000                                | -3,6 %   |
| 20    | Chimelong Ocean Kingdom          | Hengqin / Chine          | 5 504 000                                | NA       |
| 21    | Europa-Park                      | Rust / Allemagne         | 5 000 000                                | 2,0 %    |
| 22    | SeaWorld Orlando                 | Orlando / États-Unis     | 4 683 000                                | -8,0 %   |
| 23    | Jardins de Tivoli                | Copenhague / Danemark    | 4 478 000                                | 6,6 %    |
| 24    | Efteling                         | Kaatsheuvel / Pays-Bas   | 4 400 000                                | 6,0 %    |
| 25    | Parc Walt Disney Studios         | Chessy / France          | 4 260 000                                | -6,7 %   |
| TOTAL |                                  |                          | 223.450.000                              | 4,1 %    |

### Classement des 20 parcs d'attractions les plus visités en Amérique du Nord
| Rang | Parc                             | Ville / Pays                 | Fréquentation (en millions de visiteurs) | Tendance |
| ---- | -------------------------------- | ---------------------------- | ---------------------------------------- | -------- |
| 1    | Magic Kingdom                    | Orlando / États-Unis         | 19 332 000                               | 4,0 %    |
| 2    | Disneyland                       | Anaheim / États-Unis         | 16 769 000                               | 3,5 %    |
| 3    | Epcot                            | Orlando / États-Unis         | 11 454 000                               | 2,0 %    |
| 4    | Disney's Animal Kingdom          | Orlando / États-Unis         | 10 402 000                               | 2,0 %    |
| 5    | Disney's Hollywood Studios       | Orlando / États-Unis         | 10 312 000                               | 2,0 %    |
| 6    | Disney California Adventure      | Anaheim / États-Unis         | 8 769 000                                | 3,0 %    |
| 7    | Universal Studios Florida        | Orlando / États-Unis         | 8 263 000                                | 17,0 %   |
| 8    | Universal's Islands of Adventure | Orlando / États-Unis         | 8 141 000                                | 0,0 %    |
| 9    | Universal Studios Hollywood      | Los Angeles / États-Unis     | 6 824 000                                | 11,0 %   |
| 10   | SeaWorld Orlando                 | Orlando / États-Unis         | 4 683 000                                | -8,0 %   |
| 11   | Busch Gardens Tampa Bay          | Tampa / États-Unis           | 4 128 000                                | 1,0 %    |
| 12   | SeaWorld San Diego               | San Diego / États-Unis       | 3 794 000                                | -12,0 %  |
| 13   | Knott's Berry Farm               | Buena Park / États-Unis      | 3 683 000                                | 0,0 %    |
| 14   | Canada's Wonderland              | Vaughan / Canada             | 3 546 000                                | -1,0 %   |
| 15   | Cedar Point                      | Sandusky / États-Unis        | 3 247 000                                | -4,0 %   |
| 16   | Kings Island                     | Mason / États-Unis           | 3 238 000                                | 1,0 %    |
| 17   | Hersheypark                      | Hershey / États-Unis         | 3 212 000                                | 1,0%     |
| 18   | Six Flags Magic Mountain         | Valencia / États-Unis        | 2 848 000                                | -2,0 %   |
| 19   | Six Flags Great Adventure        | Jackson Township/ États-Unis | 2 800 000                                | 0,0 %    |
| 20   | Busch Gardens Williamsburg       | Williamsburg / États-Unis    | 2 699 000                                | -1,0 %   |

### Classement des 10 parcs d'attractions les plus visités en Amérique du Sud
| Rang | Parc                        | Ville / Pays            | Fréquentation (en millions de visiteurs) | Tendance |
| ---- | --------------------------- | ----------------------- | ---------------------------------------- | -------- |
| 1    | Six Flags México            | Mexico / Mexique        | 2 368 000                                | 1,0 %    |
| 2    | Beto Carrero World          | Santa Catarina / Brésil | 1 683 000                                | 10,0 %   |
| 3    | Hopi Hari                   | São Paulo / Brésil      | 1 668 000                                | -1,0 %   |
| 4    | La Feria Chapultepec Mágico | Mexico / Mexique        | 1 552 000                                | 1,0 %    |
| 5    | Parque Mundo Aventura       | Bogota / Colombie       | 1 423 000                                | 23,5 %   |
| 6    | Plaza de Sésamo             | Monterrey / Mexique     | 1 221 000                                | 1,0 %    |
| 7    | Parque Xcaret               | Cancún / Mexique        | 1 212 000                                | 1,0 %    |
| 8    | Mundo Petapa                | Guatemala / Guatemala   | 1 138 000                                | 7,8 %    |
| 9    | Fantasilandia               | Santiago / Chili        | 1 111 000                                | 2,3 %    |
| 10   | El Salitre Magico           | Bogota / Colombie       | 1 030 000                                | -2,3 %   |

### Classement des 20 parcs d'attractions les plus visités en Asie
| Rang | Parc                        | Ville / Pays          | Fréquentation (en millions de visiteurs) | Tendance |
| ---- | --------------------------- | --------------------- | ---------------------------------------- | -------- |
| 1    | Tokyo Disneyland            | Tokyo / Japon         | 17 300 000                               | 0,5 %    |
| 2    | Tokyo DisneySea             | Tokyo / Japon         | 14 100 000                               | 0,1 %    |
| 3    | Universal Studios Japan     | Osaka / Japon         | 11 800 000                               | 16,8 %   |
| 4    | Ocean Park Hong Kong        | Hong Kong / Chine     | 7 792 000                                | 4,2 %    |
| 5    | Lotte World                 | Séoul / Corée du Sud  | 7 606 000                                | 2,8 %    |
| 6    | Hong Kong Disneyland        | Hong Kong / Chine     | 7 500 000                                | 1,4 %    |
| 7    | Everland                    | Yongin / Corée du Sud | 7 381 000                                | 1,1 %    |
| 8    | Songcheng Park              | Hanghzou / Chine      | 5 810 000                                | 38,3 %   |
| 9    | Nagashima Spa Land          | Kuwana / Japon        | 5 630 000                                | -3,8 %   |
| 10   | Chimelong Ocean Kingdom     | Hengqin / Chine       | 5 504 000                                | NA       |
| 11   | Universal Studios Singapore | Singapour             | 3 840 000                                | 5,2 %    |
| 12   | OCT East                    | Shenzhen / Chine      | 3 780 000                                | -4,3 %   |
| 13   | China Dinosaurs Park        | Changzhou / Chine     | 3 700 000                                | 2,8 %    |
| 14   | Window of the World         | Shenzhen / Chine      | 3 600 000                                | 10,8 %   |
| 15   | Chimelong Paradise          | Guangzhou / Chine     | 3 351 000                                | 4,7 %    |
| 16   | Happy Valley (Pékin)        | Pékin / Chine         | 3 340 000                                | 7,7 %    |
| 17   | Happy Valley (Shenzhen)     | Shenzhen / Chine      | 3 300 000                                | 0,6 %    |
| 18   | Happy Valley (Chengdu)      | Chengdu / Chine       | 2 580 000                                | 0,8 %    |
| 19   | Happy Valley (Shanghai)     | Shanghai / Chine      | 2 360 000                                | 4,0 %    |
| 20   | Fantawild Adventure         | Wuhu / Chine          | 2 253 000                                | 2,2 %    |

### Classement des 20 parcs d'attractions les plus visités en Europe
La saison 2014 des parcs européens a connu une augmentation de 3,0 % de visiteurs sur l'ensemble des 20 meilleurs parcs européens. Le parc Walt Disney Studios, qui perdait sa seconde place européenne en 2013 au profit d'Europa-Park, est maintenant aussi dépassé par les Jardins de Tivoli et Efteling.
| Rang | Parc                            | Ville / Pays                        | Fréquentation (en millions de visiteurs) | Tendance |
| ---- | ------------------------------- | ----------------------------------- | ---------------------------------------- | -------- |
| 1    | Parc Disneyland                 | Chessy / France                     | 9 940 000                                | -4,7 %   |
| 2    | Europa-Park                     | Rust / Allemagne                    | 5 000 000                                | 2,0 %    |
| 3    | Jardins de Tivoli               | Copenhague / Danemark               | 4 478 000                                | 6,6 %    |
| 4    | Efteling                        | Kaatsheuvel / Pays-Bas              | 4 400 000                                | 6,0 %    |
| 5    | Parc Walt Disney Studios        | Chessy / France                     | 4 260 000                                | -4,7 %   |
| 6    | PortAventura Park               | Salou / Espagne                     | 3 500 000                                | 2,9 %    |
| 7    | Liseberg                        | Göteborg / Suède                    | 3 100 000                                | 8,4 %    |
| 8    | Gardaland                       | Castelnuovo del Garda / Italie      | 2 750 000                                | 1,9 %    |
| 9    | Alton Towers                    | Staffordshire / Royaume-Uni         | 2 575 000                                | 3,0 %    |
| 10   | Legoland Windsor                | Windsor / Royaume-Uni               | 2 200 000                                | 7,3 %    |
| 11   | Thorpe Park                     | Chertsey (Angleterre) / Royaume-Uni | 2 100 000                                | 5,0 %    |
| 12   | Legoland Billund                | Billund / Danemark                  | 1 925 000                                | 6,9 %    |
| 13   | Puy du Fou                      | Les Épesses / France                | 1 912 000                                | 9,9 %    |
| 14   | Phantasialand                   | Brühl / Allemagne                   | 1 845 000                                | 5,4 %    |
| 15   | Parc Astérix                    | Plailly / France                    | 1 800 000                                | 11,1 %   |
| 16   | Futuroscope                     | Poitiers / France                   | 1 665 000                                | 13,7 %   |
| 17   | Chessington World of Adventures | Chessington / Royaume-Uni           | 1 600 000                                | 6,7 %    |
| 18   | Gröna Lund                      | Stockholm / Suède                   | 1 550 000                                | 3,3 %    |
| 19   | Heide Park                      | Soltau / Allemagne                  | 1 475 000                                | 5,4 %    |
| 20   | Parque Warner Madrid            | Madrid / Espagne                    | 1 460 000                                | 25,9 %   |

## Attractions
Ces listes sont non exhaustives.

### Montagnes russes

#### Délocalisations
| Nom                          | Type                   | Constructeur   | Parc                           | Pays        | Anciennement                               |
| ---------------------------- | ---------------------- | -------------- | ------------------------------ | ----------- | ------------------------------------------ |
| 1970 Galaxy Rip Tide Coaster | Assises / Galaxi       | S.D.C.         | Miracle Strip Pier Park        | États-Unis  | Screaming Mummy à Splash Kingdom Waterpark |
| Aérotrain                    | Vekoma Junior Coaster  | Vekoma         | Parc Saint-Paul                | France      | Montanha Russa à Funcenter                 |
| Apollo Coaster               | Métal / Zyklon Z64     | Pinfari        | Kingoland                      | France      | Montagnes du Grand Canyon à OK Corral      |
| Bledek Coaster               | Assies                 | Togo           | Suroboyo Carnival Night Market | Indonésie   | Loop & Cork à Maruyama KidLand             |
| Dream Coaster                | Junior / Tivoli        | Zierer         | Sky Ranch Pampanga             | Philippines | Silver Streak à Storyland                  |
| Force One Coaster            | Junior / Force         | Zierer         | Kid City Tangerang             | Indonésie   | Familien-Achterbahn à Eifelpark            |
| Loop Coaster                 | Métal / Zyklon ZL42    | Pinfari        | Sky Ranch Pampanga             | Philippines | Dream Liner à Carron Dream Park            |
| Marble Madness               | Wild Mouse             | Maurer Rides   | Pleasurewood Hills             | Royaume-Uni | Wild Mouse à Flamingo Land                 |
| Ragin' Cajun                 | Wild Mouse tournoyante | Zamperla       | Six Flags America              | États-Unis  | Ragin' Cajun à Six Flags Great America     |
| Ronde des Rondins (la)       | Junior / Tivoli        | Zierer         | Fraispertuis-City              | France      | La Ronde des Rondins au parc Astérix       |
| Speed Chenille               | Junior                 | Soquet         | Kingoland                      | France      | Chenille à Fami P.A.R.C                    |
| Tambang Mas Coaster          | Wild Mouse             | L&T Systems    | Suroboyo Carnival Night Market | Indonésie   | Wild Mouse Company à Sofia Land            |
| WildCat                      | Métal / Zyklon Z47     | Pinfari        | Santa's Village AZoosment Park | États-Unis  | Zyklon à Fun Spot Amusement Park & Zoo     |
| Wild Mouse                   | Wild Mouse             | Mack Rides     | Antibes Land                   | France      | Wild Mouse à Expoland                      |
| Zimerman Corkscrew Coaster   | Assises                | Arrow Dynamics | Gloria's Fantasyland           | Philippines | Revolution à Libertyland                   |

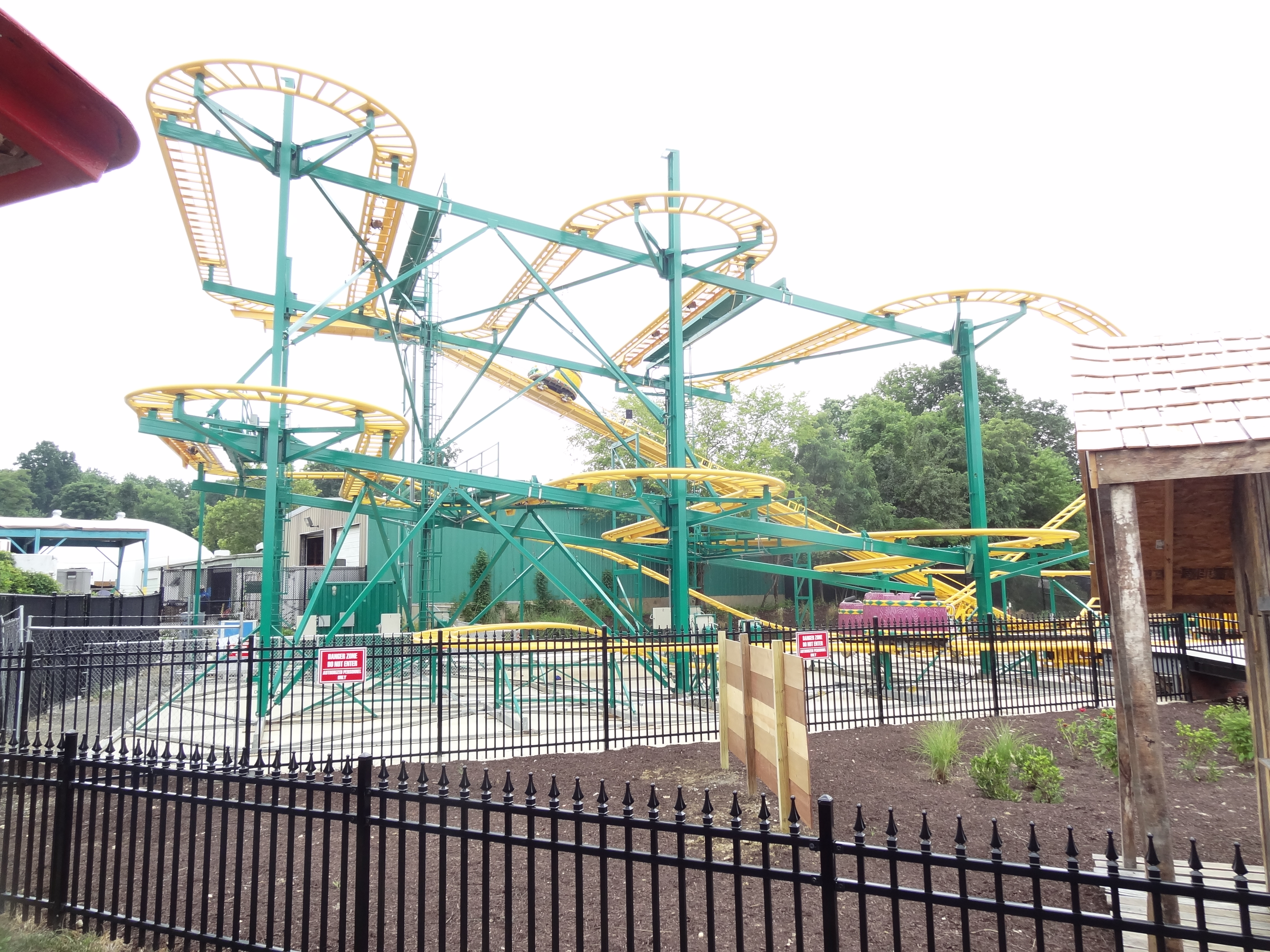
Ragin' Cajun à Six Flags America
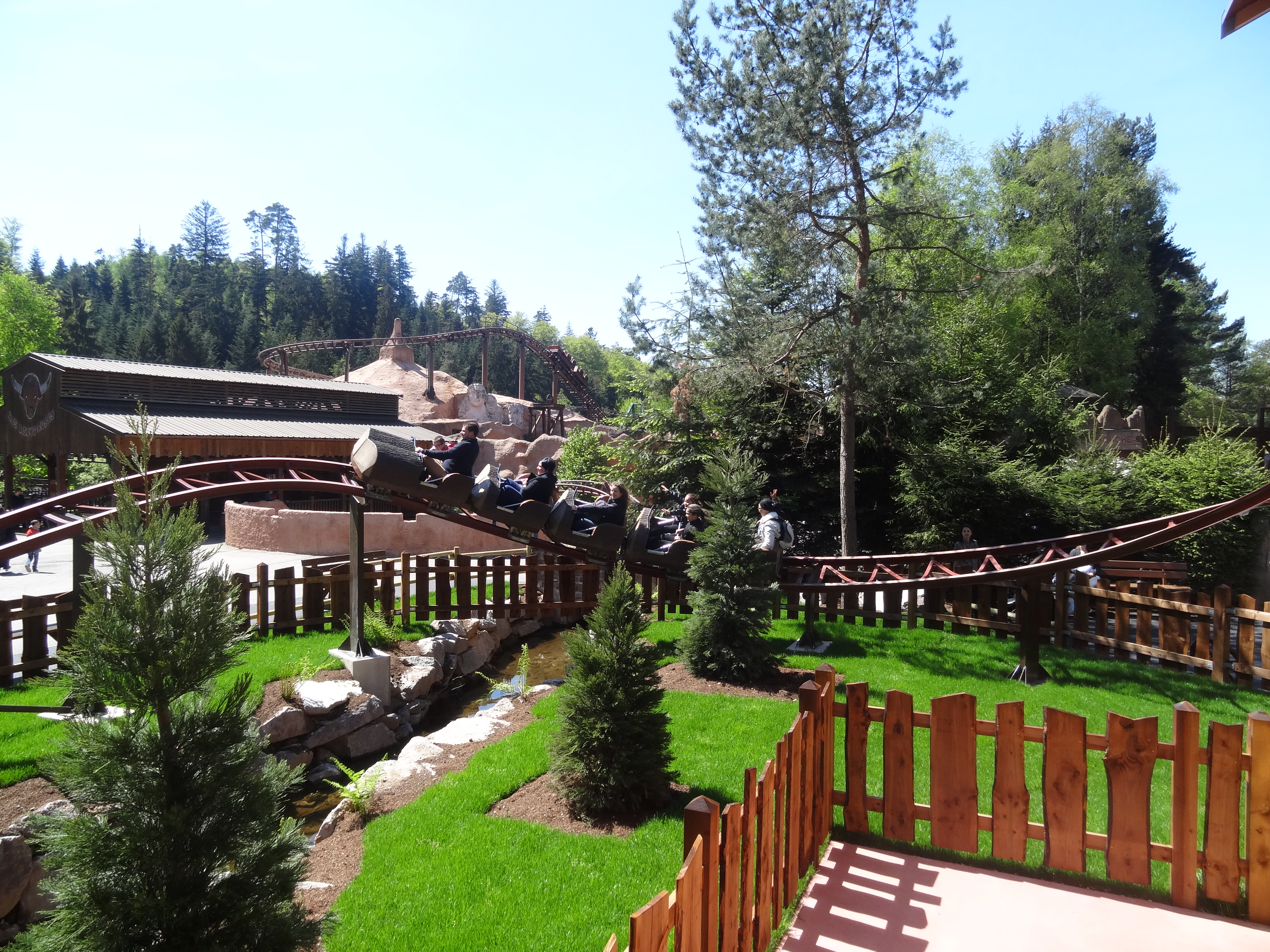
La Ronde des Rondins à Fraispertuis-City

#### Nouveau thème
| Nom              | Type / Modèle | Constructeur | Parc                            | Pays        | Anciennement                |
| ---------------- | ------------- | ------------ | ------------------------------- | ----------- | --------------------------- |
| EqWalizer        | Boomerang     | Vekoma       | Walibi Rhône-Alpes              | France      | Boomerang (1988 à 2013)     |
| Scorpion Express | E-Powered     | Mack Rides   | Chessington World of Adventures | Royaume-Uni | Runaway Train (1987 à 2013) |

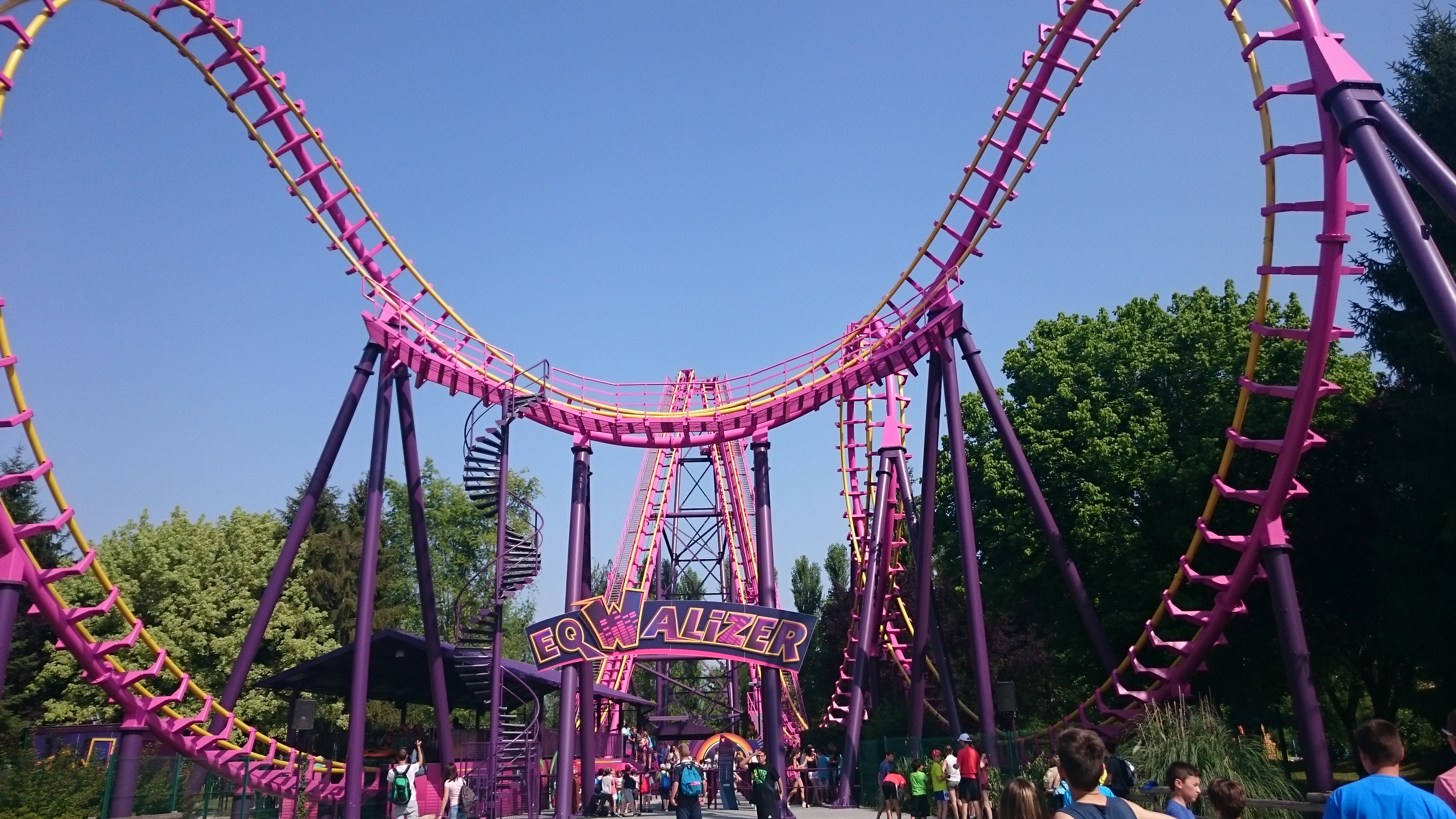
EqWalizer à Walibi Rhône-Alpes
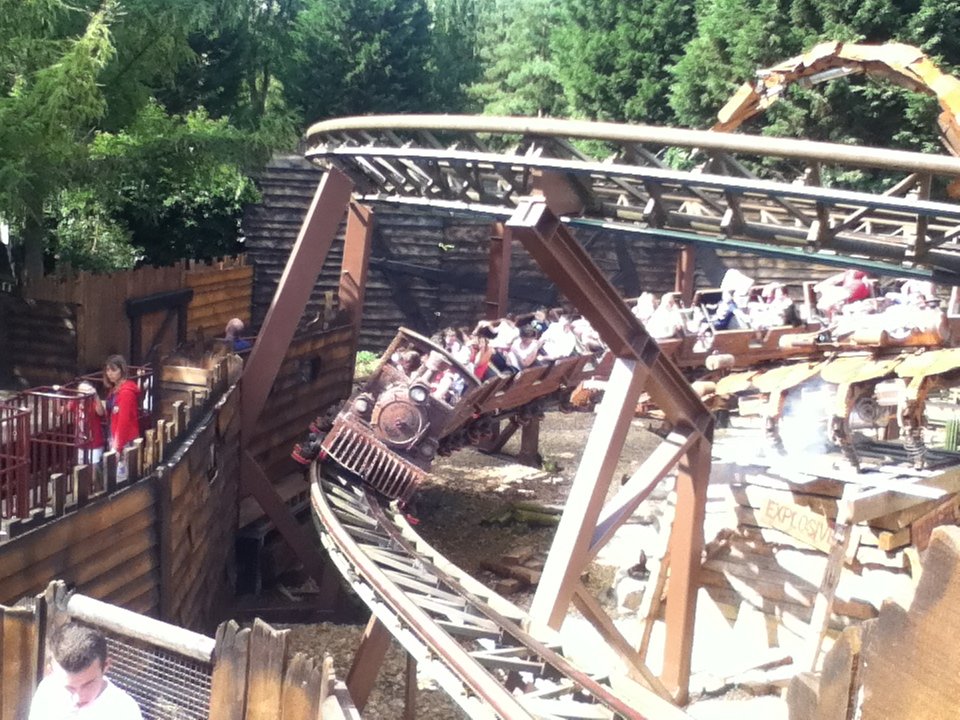
Scorpion Express à Chessington World of Adventures

#### Nouveautés
| Nom                                        | Type                                   | Constructeur                           | Parc                        | Pays       |
| ------------------------------------------ | -------------------------------------- | -------------------------------------- | --------------------------- | ---------- |
| Aktium                                     | Aquatiques / SuperSplash               | Mack Rides                             | Cinecittà World             | Italie     |
| Alpina Blitz                               | Assises                                | Mack Rides                             | Nigloland                   | France     |
| Altair CCW-0204                            | Assises                                | Intamin                                | Cinecittà World             | Italie     |
| Arthur au Royaume des Minimoys             | E-Powered à véhicules suspendus        | Mack Rides                             | Europa-Park                 | Allemagne  |
| Banshee                                    | Inversées                              | Bolliger & Mabillard                   | Kings Island                | États-Unis |
| Battle of Blue Fire                        | Lancées                                | Mack Rides                             | Euro Park                   | Chine      |
| Cocoa Cruiser                              | Métal                                  | Zamperla                               | Hersheypark                 | États-Unis |
| Crazy Skateboard                           | Métal                                  | Beijing Jiuhua amusement rides         | Euro Park                   | Chine      |
| Cyclon Coaster                             | Métal                                  | SBF Visa Group                         | Didi'Land                   | France     |
| Darkmare                                   | Enfermées                              | Intamin                                | Cinecittà World             | Italie     |
| El Loco                                    | Assises intérieur                      | S&S Worldwide                          | Adventuredome               | États-Unis |
| Family Inverted Coaster                    | Inversées                              | Bolliger & Mabillard                   | Happy Valley (Shanghai)     | Chine      |
| FireChaser Express                         | Lancées                                | Gerstlauer                             | Dollywood                   | États-Unis |
| Flare Meteor                               | Inversées                              | Golden Horse                           | Fantawild Adventure Tianjin | Chine      |
| Flight of the Hippogriff                   | Junior                                 | Vekoma                                 | Universal Studios Japan     | Japon      |
| Flug der Dämonen                           | Wing Rider                             | Bolliger & Mabillard                   | Heide Park                  | Allemagne  |
| Frutti Loop Coaster                        | Junior                                 | SBF Visa Group                         | Energylandia                | Pologne    |
| Galaxy Coaster                             | Enfermées                              | Beijing Jiuhua amusement rides         | Euro Park                   | Chine      |
| Goliath                                    | Bois                                   | Rocky Mountain Construction            | Six Flags Great America     | États-Unis |
| Hanging Roller Coaster                     | Inversées                              | Golden Horse                           | Carde Happy World           | Chine      |
| Harry Potter and the Escape from Gringotts | Enfermées / parcours scénique          | Intamin, Universal Creative            | Universal Studios Florida   | États-Unis |
| Helix                                      | Lancées                                | Mack Rides                             | Liseberg                    | Suède      |
| Il Tempo Extra Gigante                     | Assises / Junior                       | Zierer                                 | Hunderfossen Familiepark    | Norvège    |
| Krater                                     | Euro-Fighter                           | Gerstlauer                             | Parque national del Cafe    | Colombie   |
| Krazy Koaster                              | Tournoyantes                           | SBF Visa Group                         | Silverwood Theme Park       | États-Unis |
| Light-Speed Coaster                        | Inversées                              | Beijing Shibaolai Amusement Equipement | Hotgo Park                  | Chine      |
| Lightning Run                              | Assises                                | Chance Rides                           | Kentucky Kingdom            | États-Unis |
| Mars Rollercoaster                         | Junior                                 | SBF Visa Group                         | Energylandia                | Pologne    |
| Medusa Steel Coaster                       | Hybrides                               | Rocky Mountain Construction            | Six Flags México            | Mexique    |
| Mine of Dragon Heart                       | Train de la mine                       | Beijing Jiuhua amusement rides         | Euro Park                   | Chine      |
| Motor Coaster                              | de motos                               | Beijing Jiuhua amusement rides         | Euro Park                   | Chine      |
| Mount Tanggula                             | Train de la mine                       | Golden Horse                           | Fantawild Adventure Tianjin | Chine      |
| Nefeskesen                                 | Lancées                                | Intamin                                | Vialand                     | Turquie    |
| OCT Thrust SSC1000                         | Lancées                                | S&S Worldwide                          | Happy Valley (Wuhan)        | Chine      |
| Parrot Coaster                             | Wing Rider                             | Bolliger & Mabillard                   | Chimelong Ocean Kingdom     | Chine      |
| Polar Explorer                             | Aquatiques                             | Mack Rides                             | Chimelong Ocean Kingdom     | Chine      |
| Quantum Leap                               | Navette / Giant Inverted Boomerang     | Vekoma                                 | Sochi Park                  | Russie     |
| Ratón Feliz                                | Wild Mouse tournoyante junior          | Zamperla                               | Xetulul                     | Guatemala  |
| Roar-O-Saurus                              | Bois                                   | Gravitykraft Corporation               | Story Land                  | États-Unis |
| Serpent Dragon                             | Lancées                                | Mack Rides                             | Sochi Park                  | Russie     |
| Seven Dwarfs Mine Train                    | Train de la mine                       | Vekoma                                 | Magic Kingdom               | États-Unis |
| Sharolet                                   | Wild Mouse                             | Mack Rides                             | Sochi Park                  | Russie     |
| Sky Scream                                 | Lancées                                | Premier Rides                          | Holiday Park                | Allemagne  |
| Speedy Gonzales Hot Rod Racers             | Assises                                | Zamperla                               | Six Flags Magic Mountain    | États-Unis |
| Super Dragoon                              | Junior                                 | Levent Lunapark                        | La Récré des 3 Curés        | France     |
| Time Travel                                | Bois                                   | The Gravity Group                      | Hotgo Park                  | Chine      |
| Thunderbolt                                | Assises                                | Zamperla                               | Luna Park (Coney Island)    | États-Unis |
| Twister                                    | Inversées                              | Beijing Jiuhua Amusement Rides         | Euro Park                   | Chine      |
| Viking Rollercoaster                       | Wild Mouse tournoyante                 | SBF Visa Group                         | Energylandia                | Pologne    |
| Viktor's Race                              | Junior / Tivoli                        | Zierer                                 | Plopsaland De Panne         | Belgique   |
| Walrus Splash                              | Aquatiques / SuperSplash               | Mack Rides                             | Chimelong Ocean Kingdom     | Chine      |
| Wonder Mountain's Guardian                 | Assises / Parcours scénique interactif | ART Engineering GmbH / Triotech        | Canada's Wonderland         | Canada     |

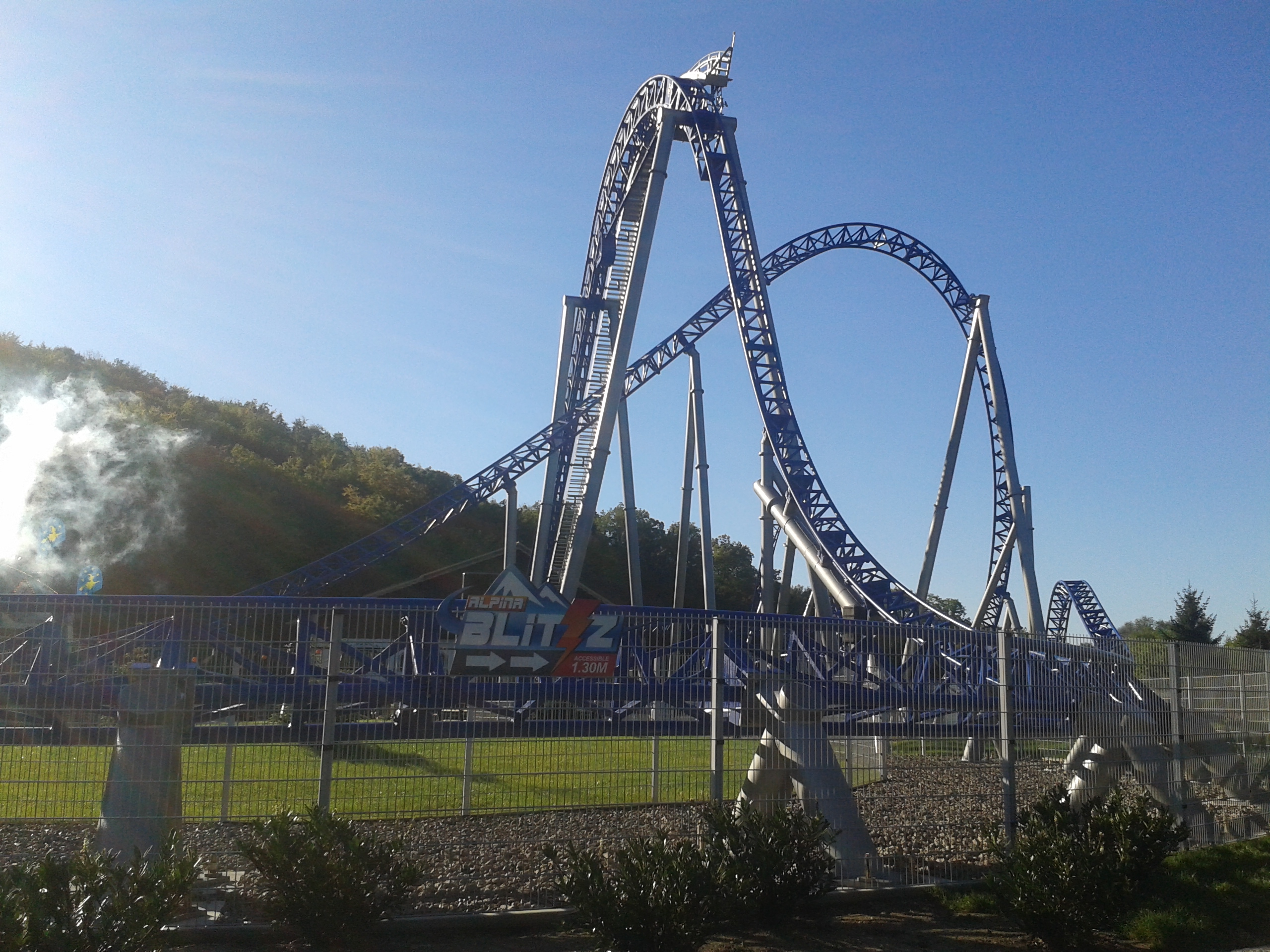
Alpina Blitz à Nigloland
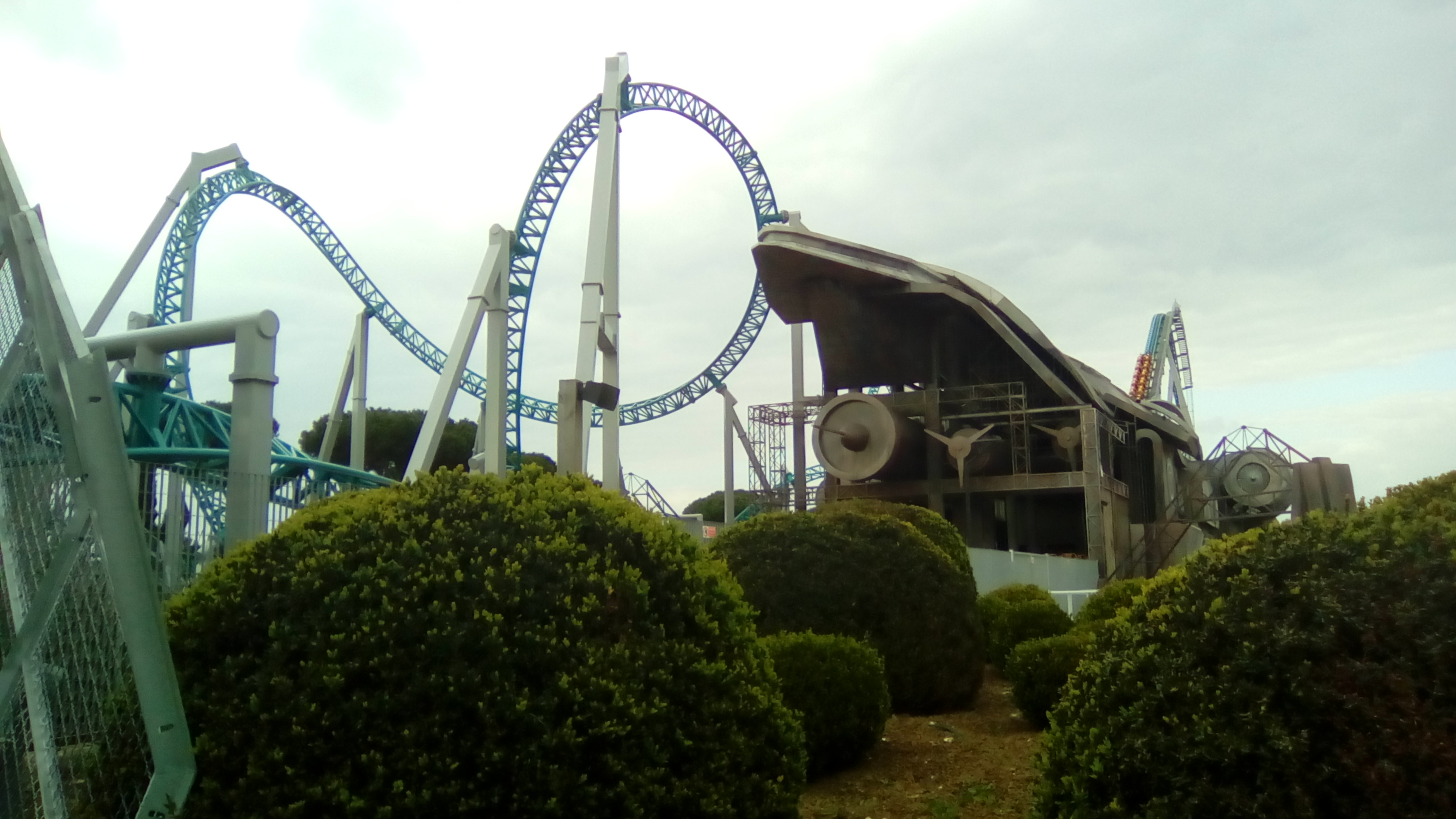
Altair CCW-0204 à Cinecittà World
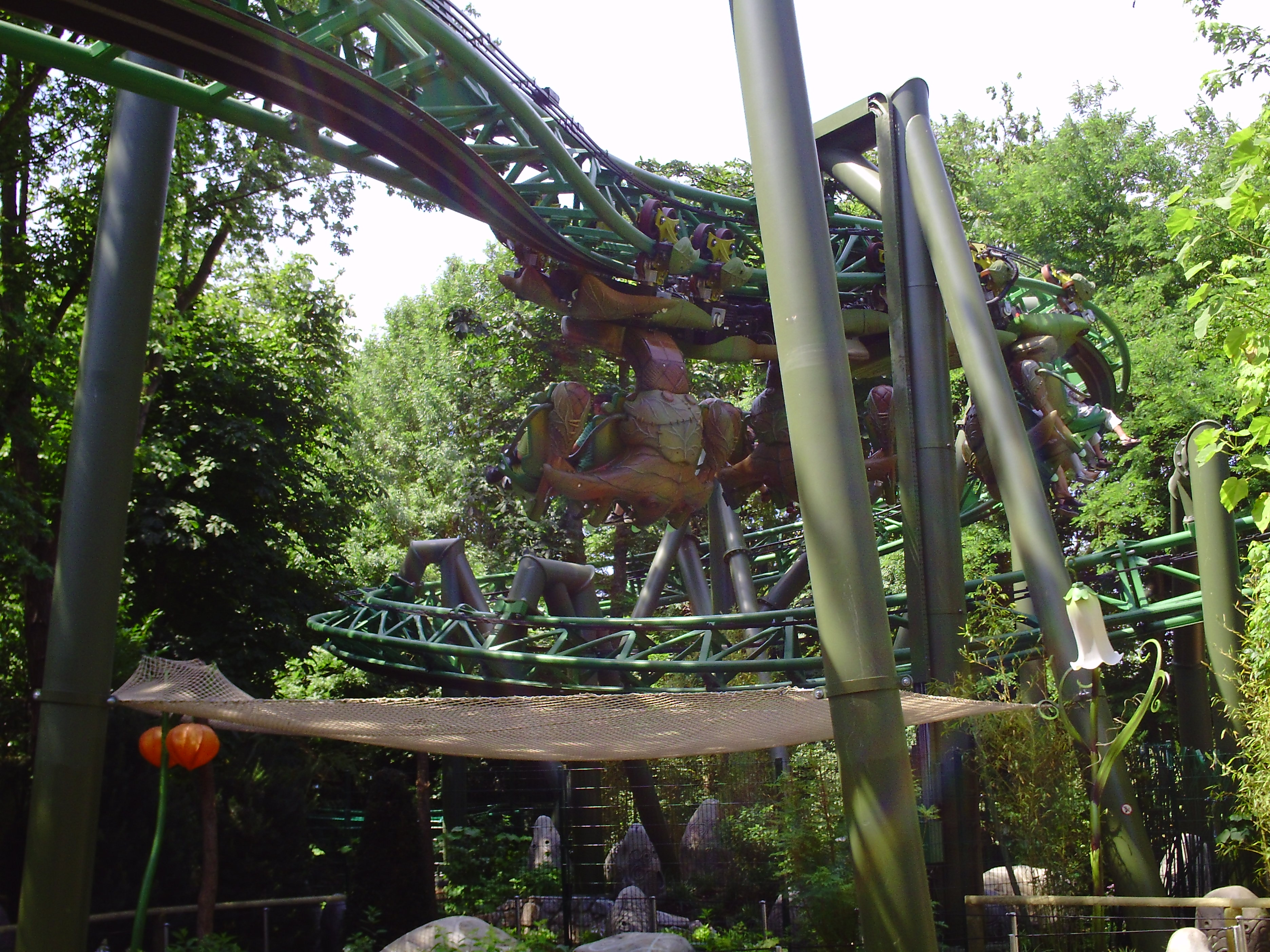
Arthur à Europa-Park
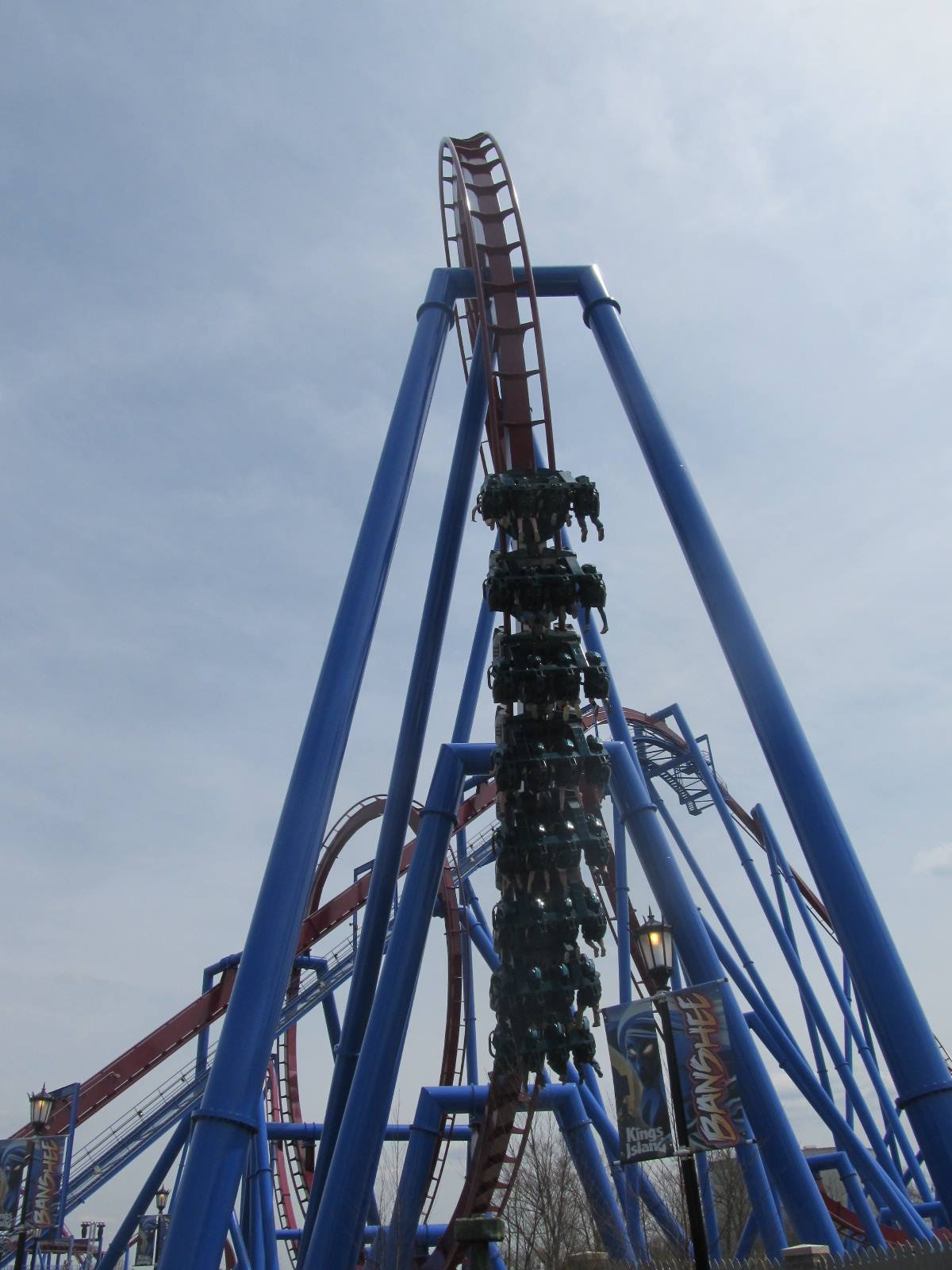
Banshee à Kings Island
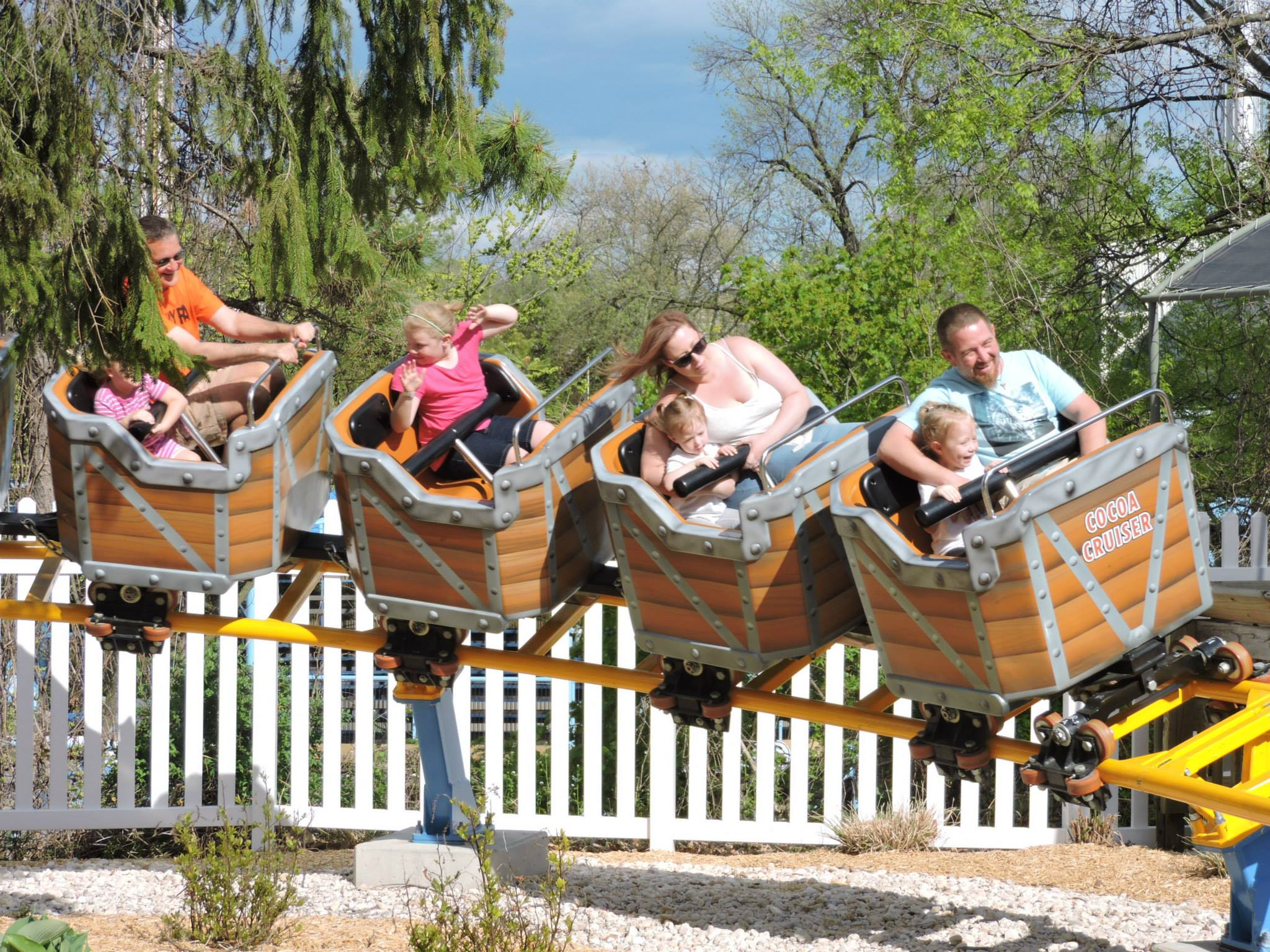
Cocoa Cruiser à Hersheypark
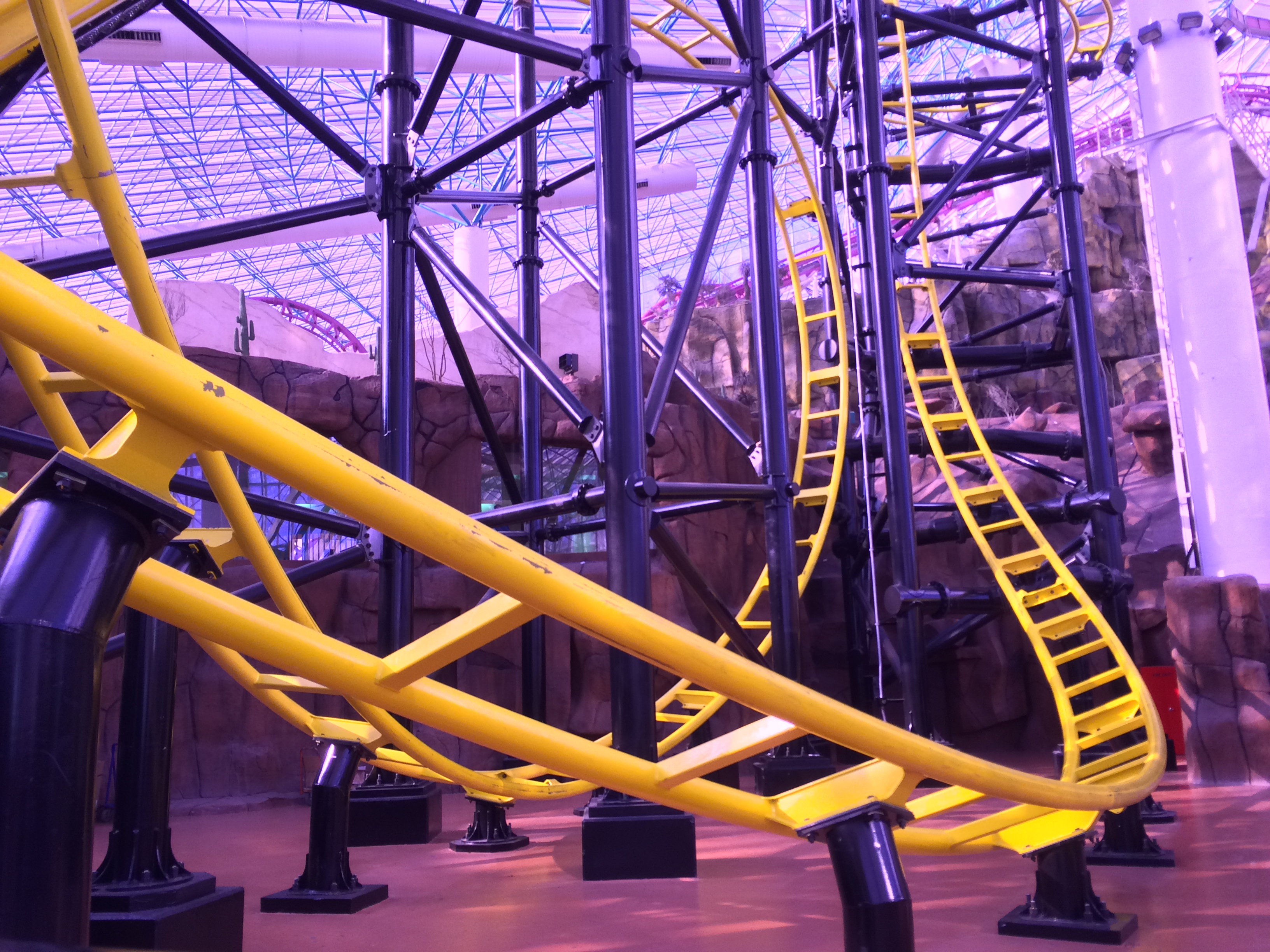
El Loco à Adventuredome
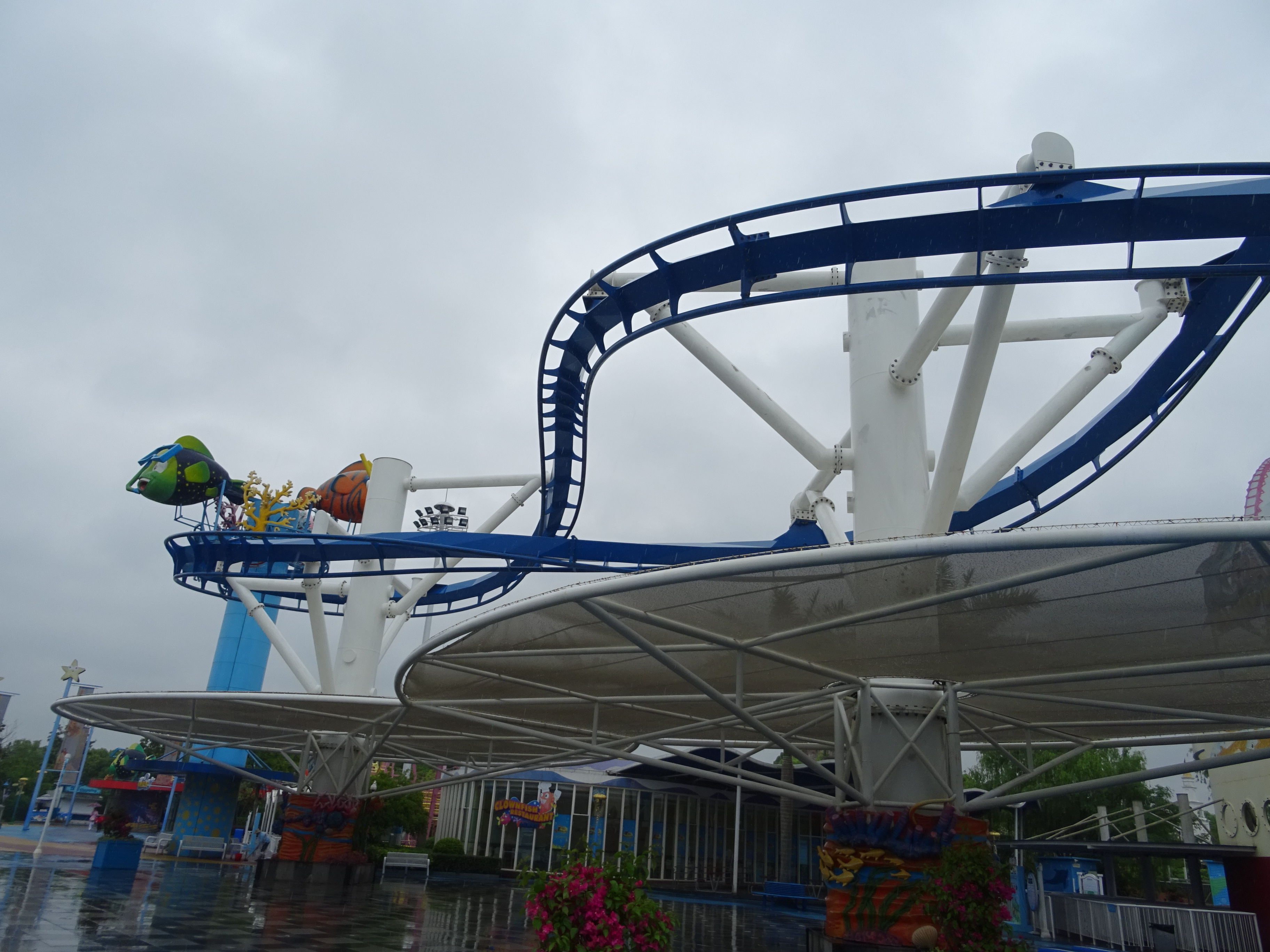
Family Inverted Coaster à Happy Valley (Shanghai)
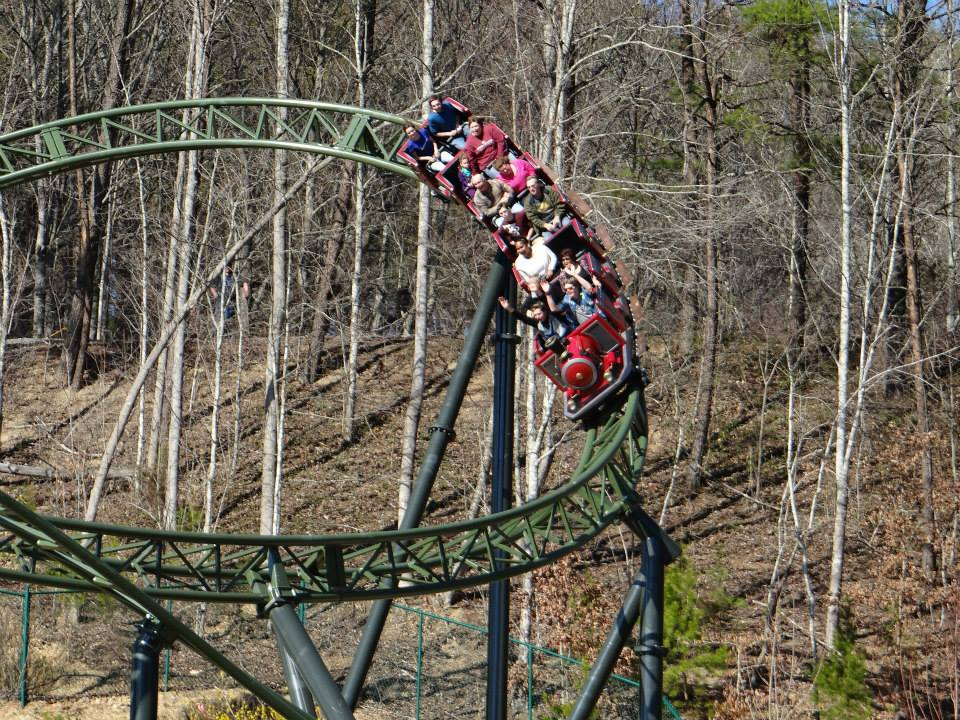
FireChaser Express à Dollywood
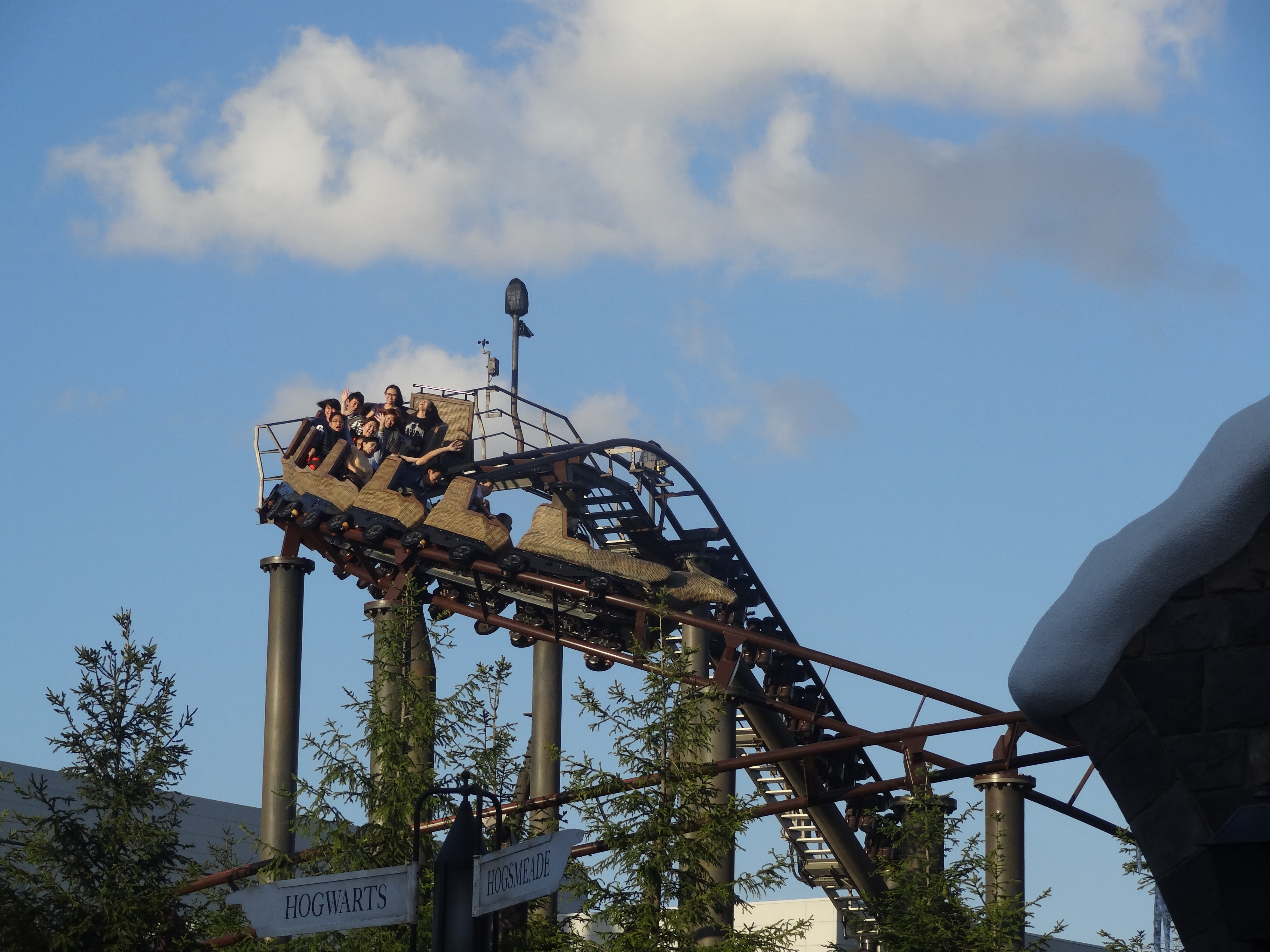
Flight of the Hippogriff à Universal Studios Japan
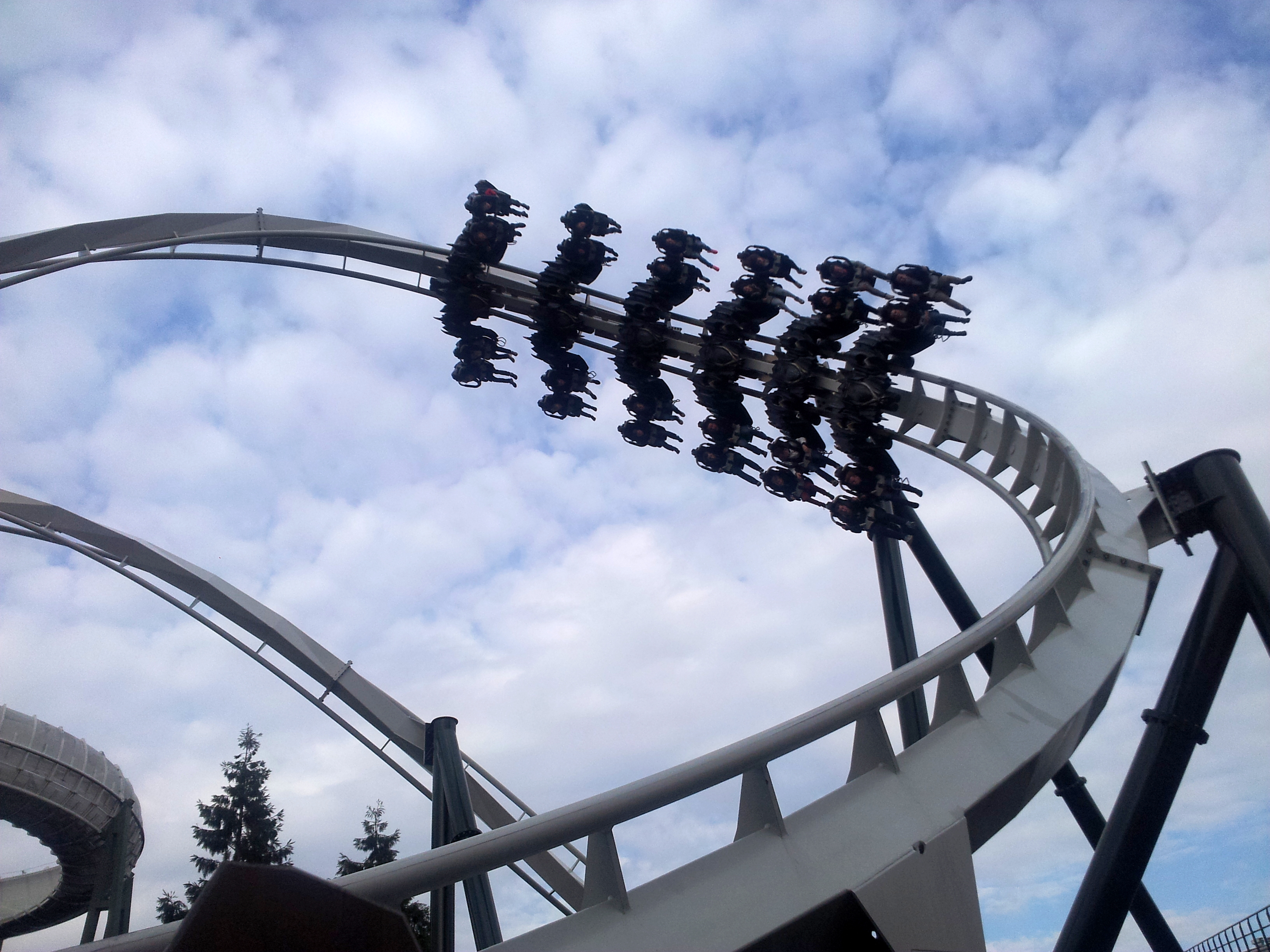
Flug der Dämonen à Heide Park
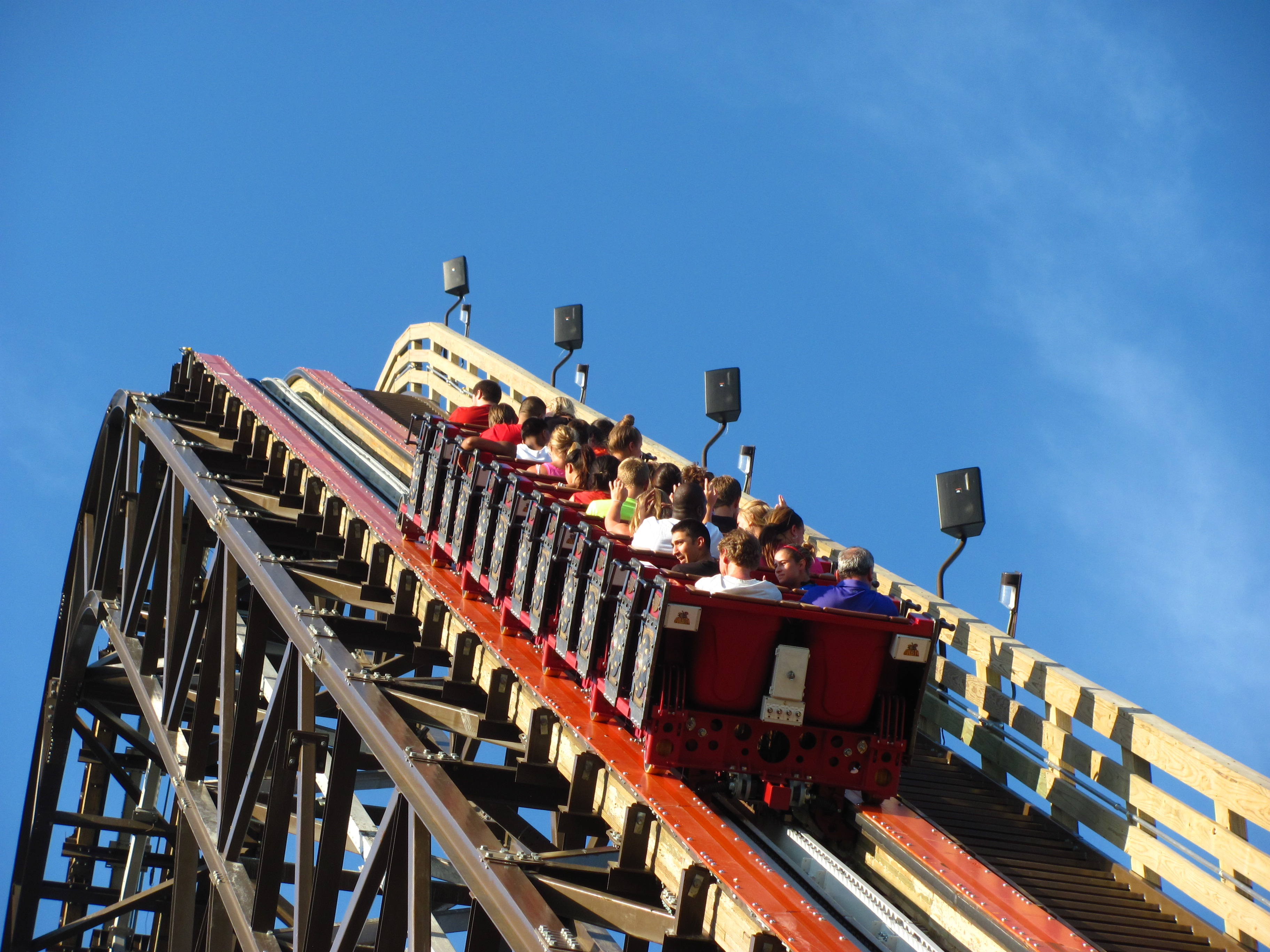
Goliath à Six Flags Great America
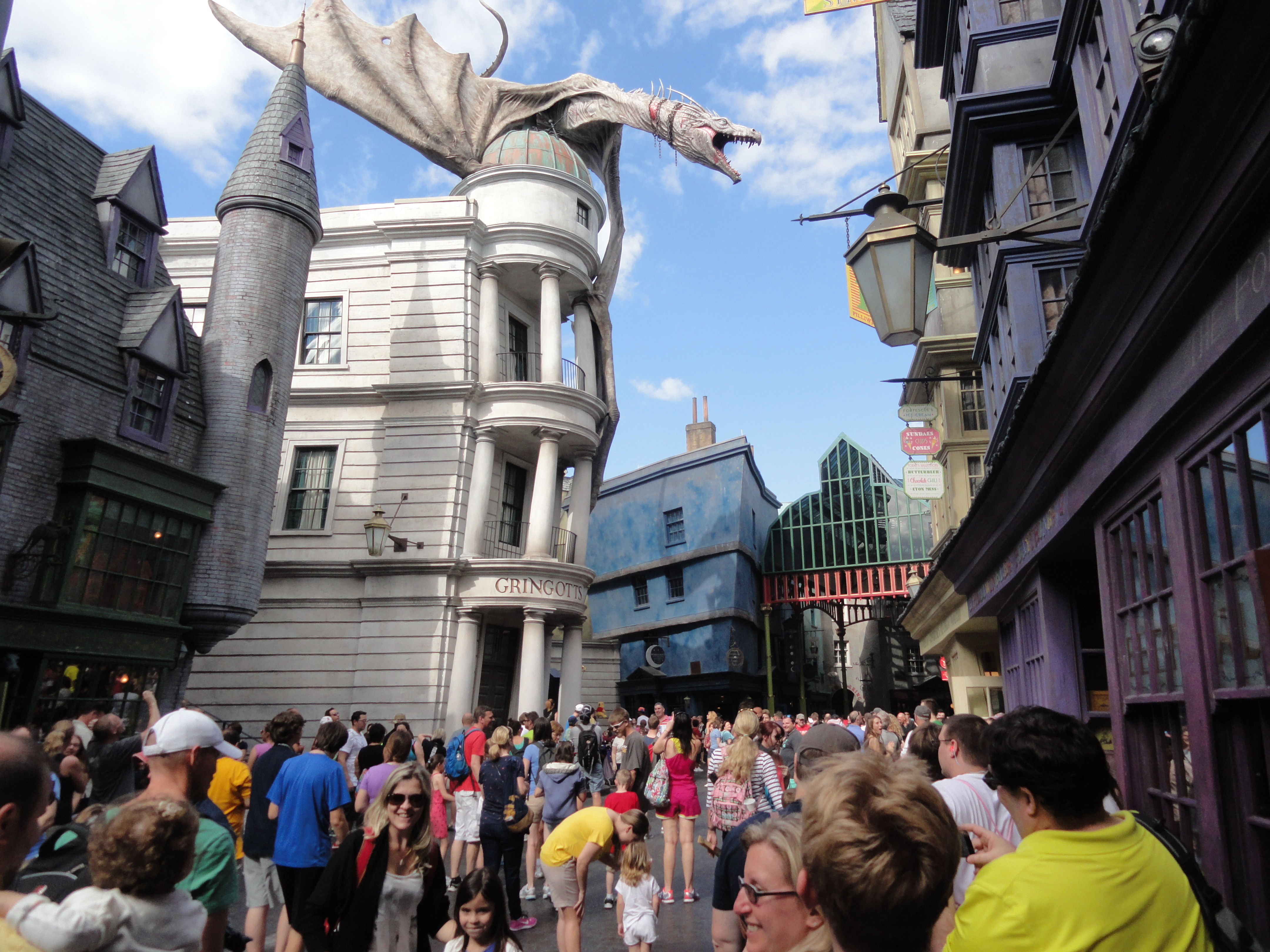
Harry Potter and the Escape from Gringotts à Universal Studios Florida
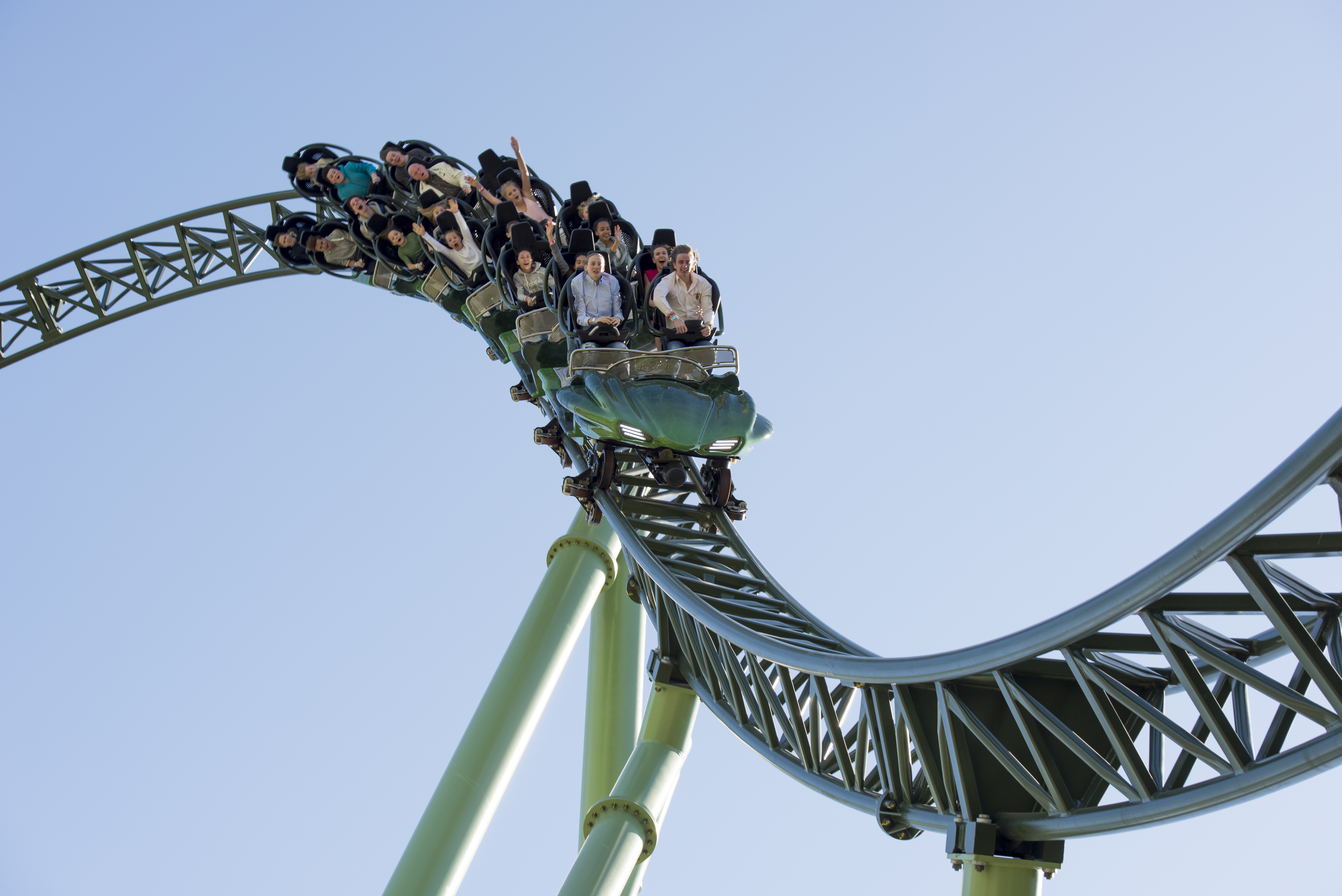
Helix à Liseberg
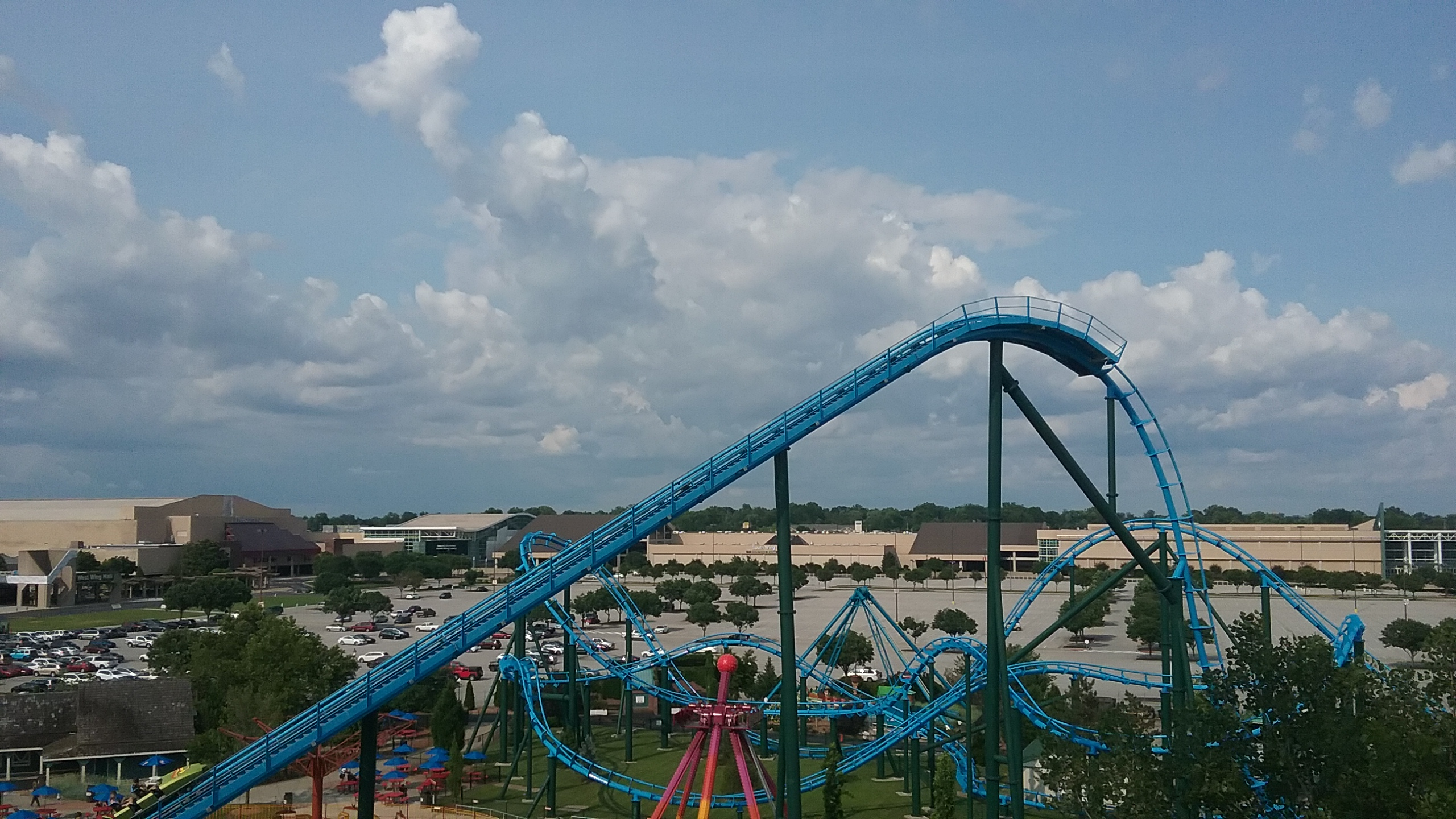
Lightning Run à Kentucky Kingdom
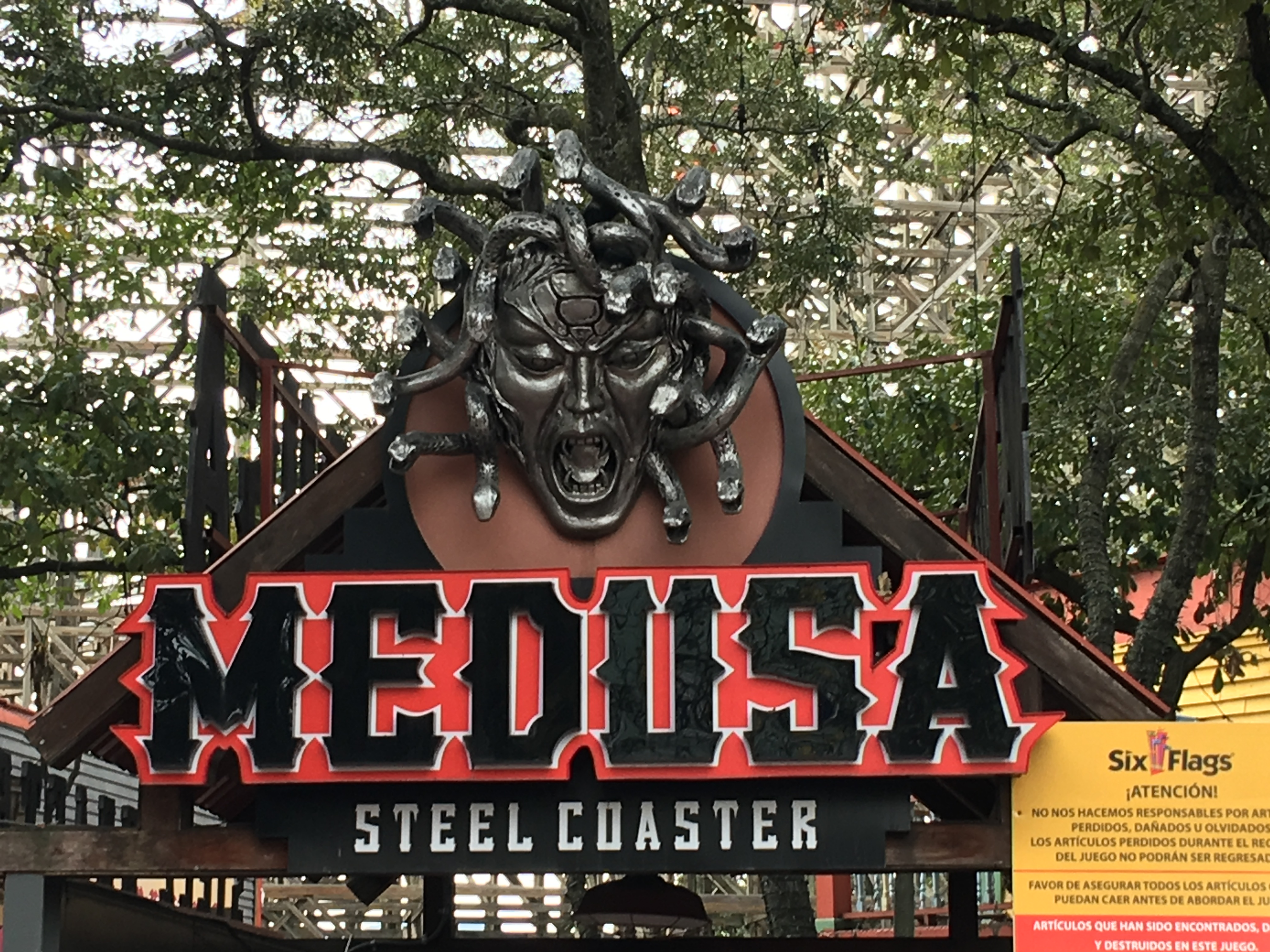
Medusa Steel Coaster à Six Flags México
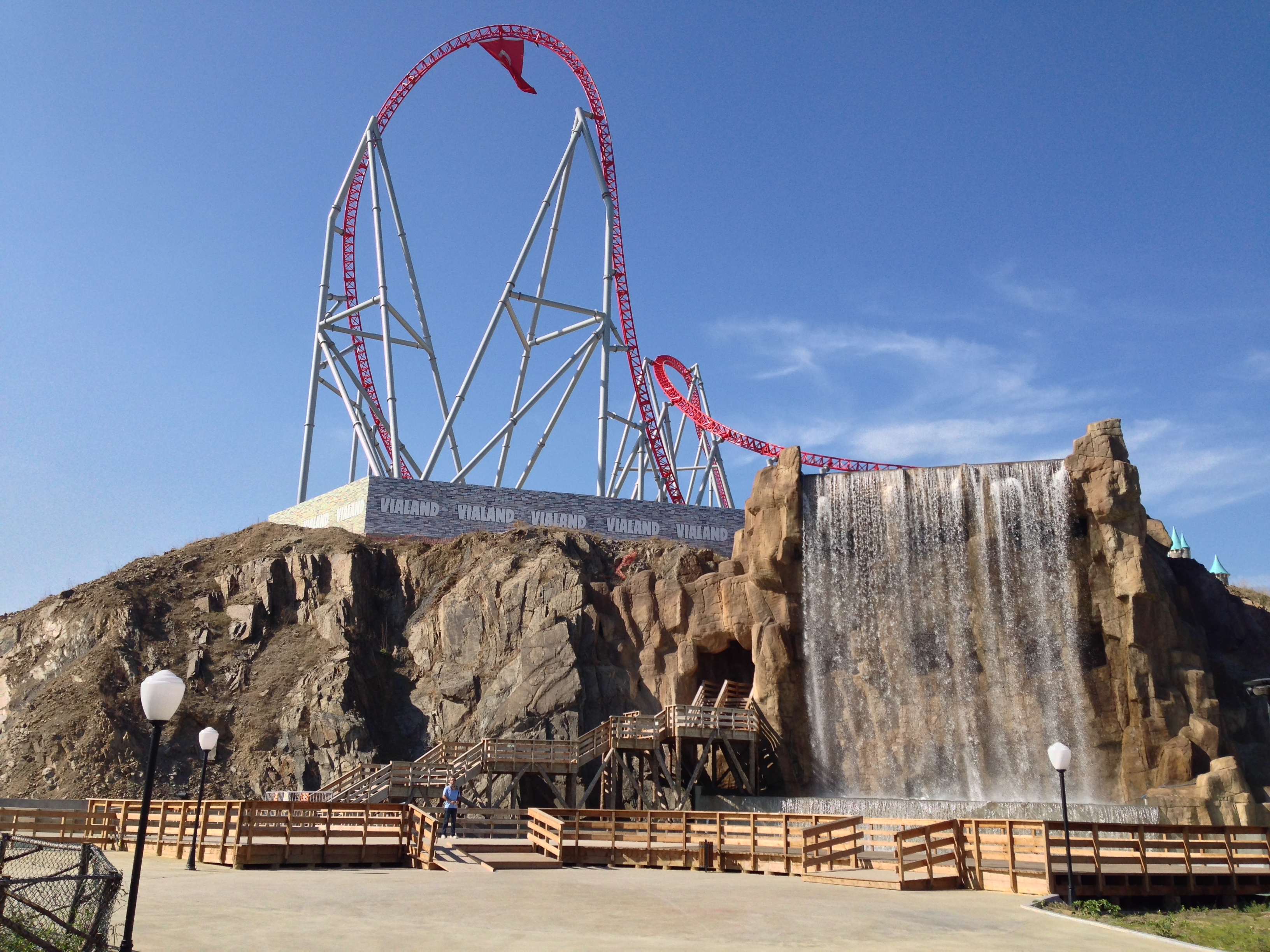
Nefeskesen à Vialand
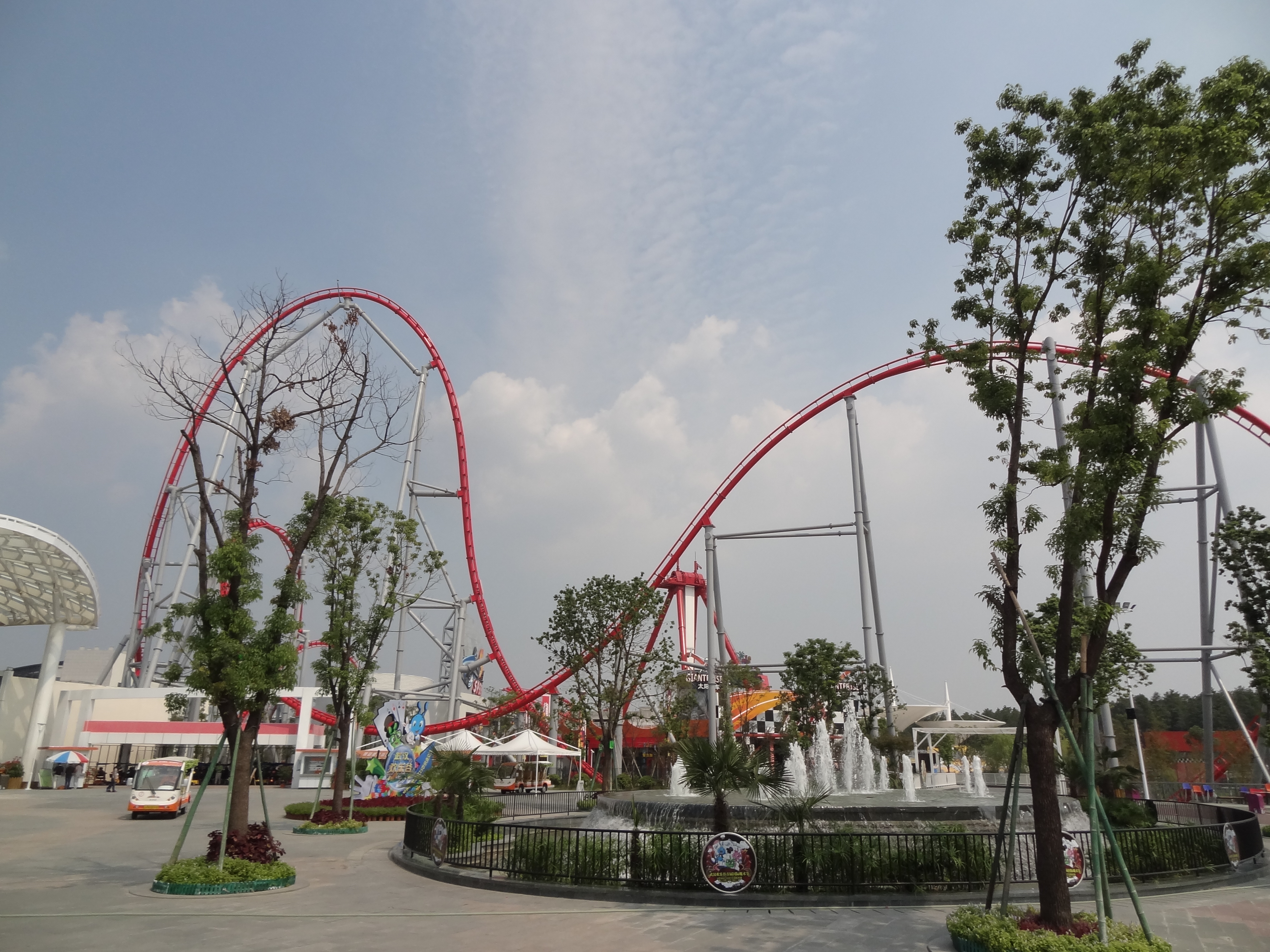
OCT Thrust SSC1000 à Happy Valley (Wuhan)
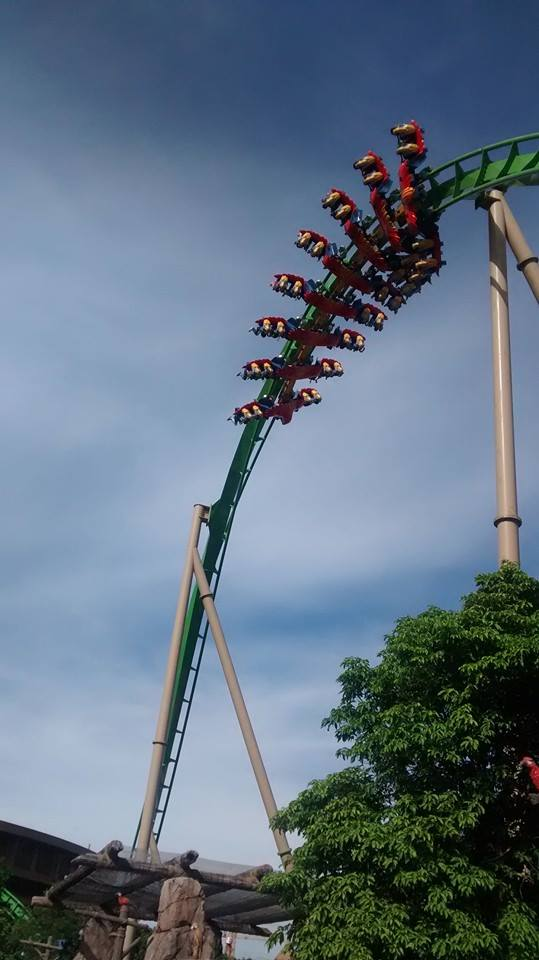
Parrot Coaster à Chimelong Ocean Kingdom
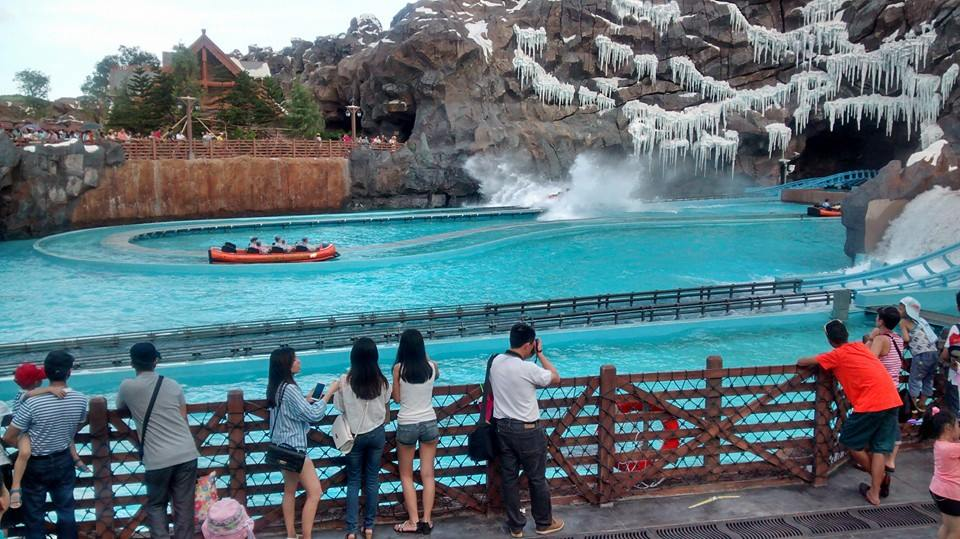
Polar Explorer à Chimelong Ocean Kingdom
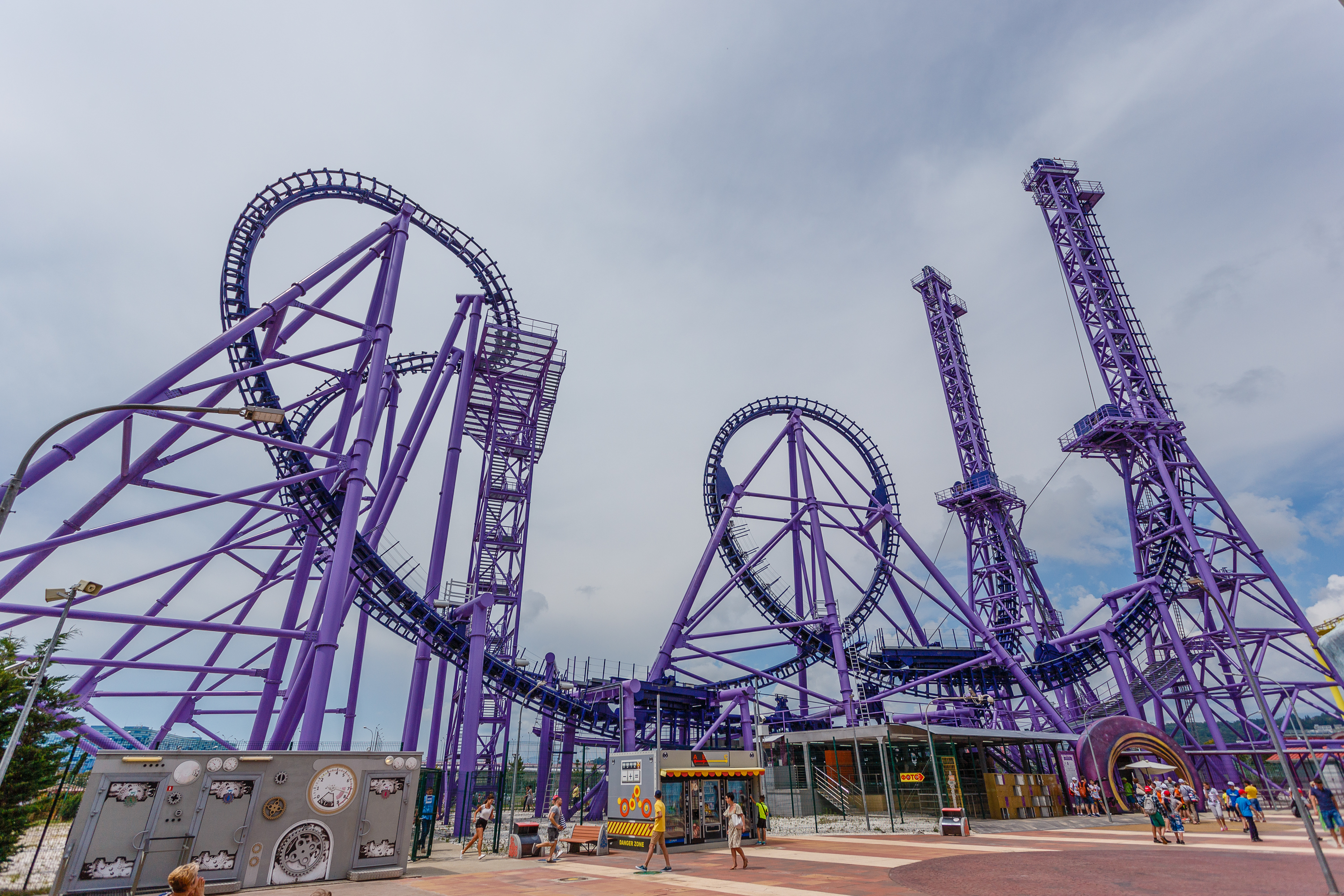
Quantum Leap à Sochi Park
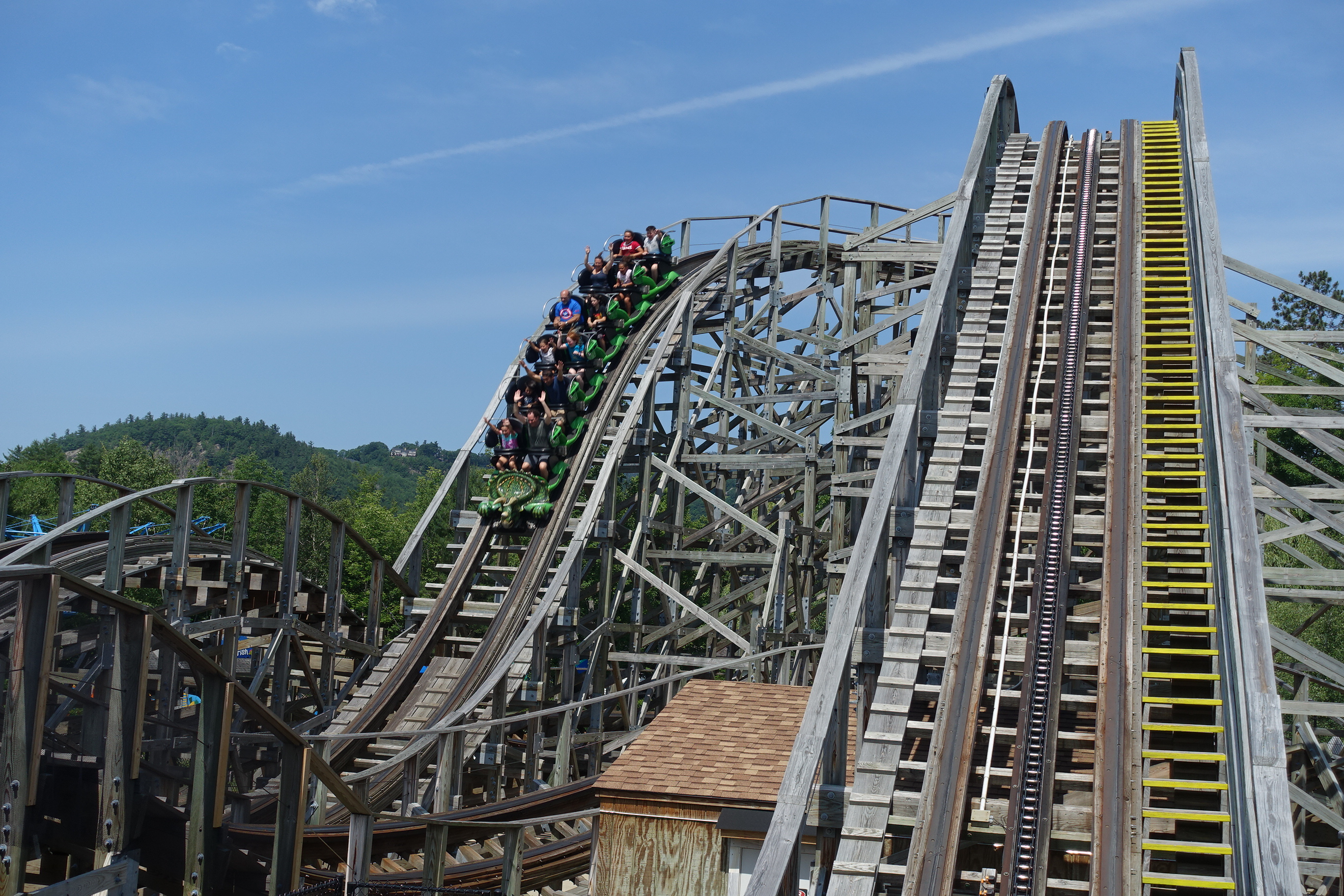
Roar-o-Saurus à Story Land
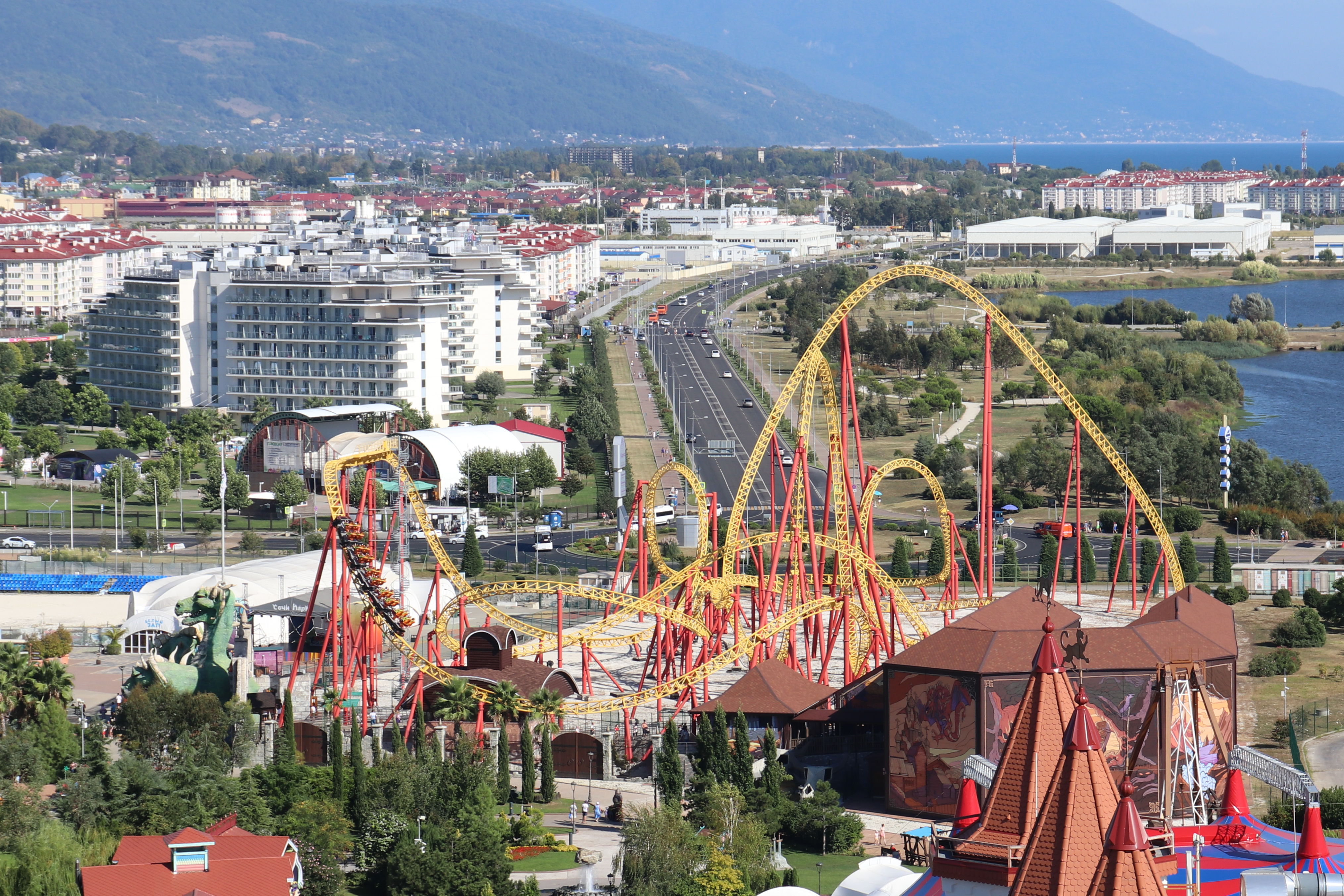
Serpent Dragon à Sochi Park
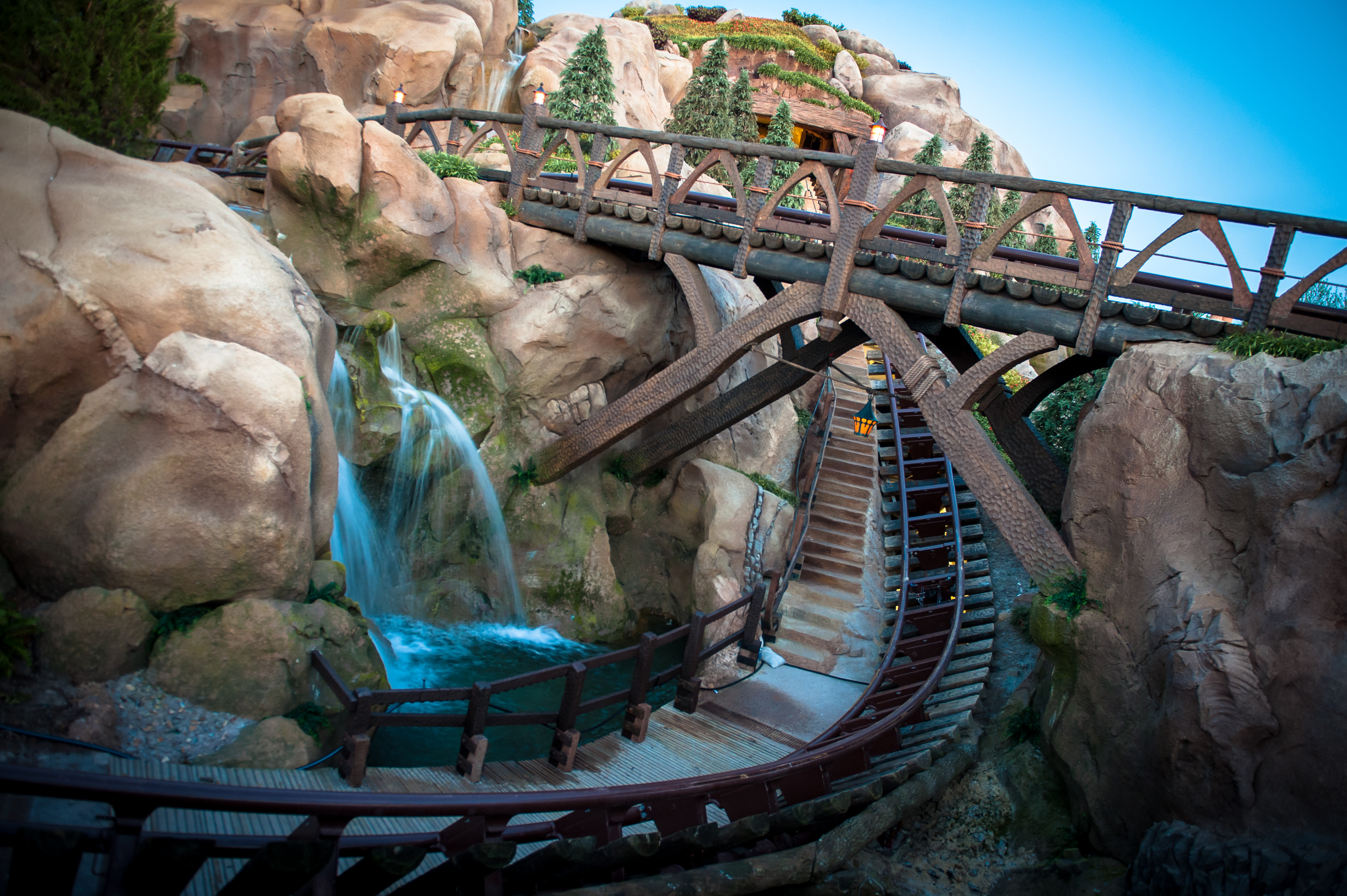
Seven Dwarfs Mine Train au Magic Kingdom
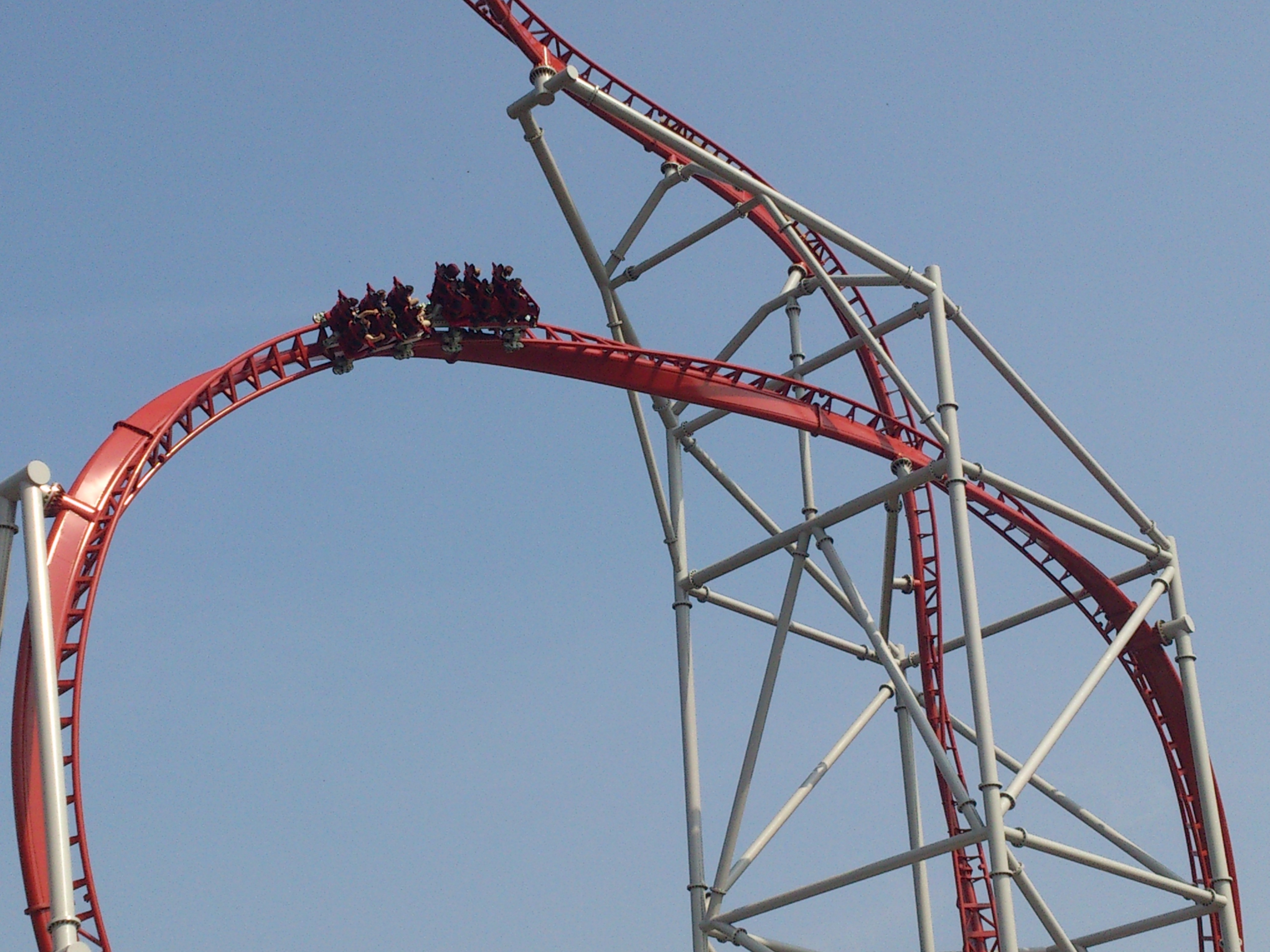
Sky Scream à Holiday Park
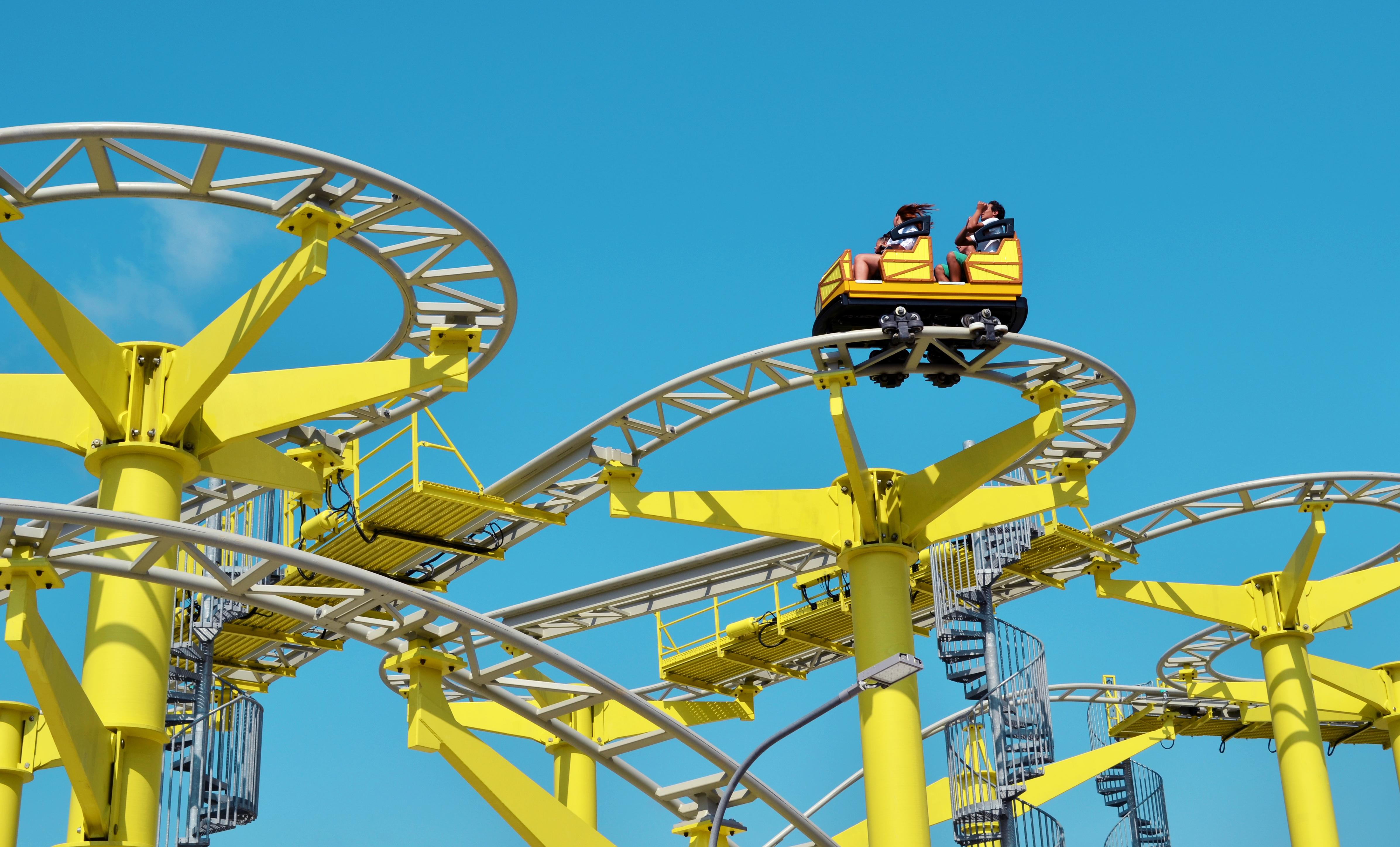
Sharolet à Sochi Park
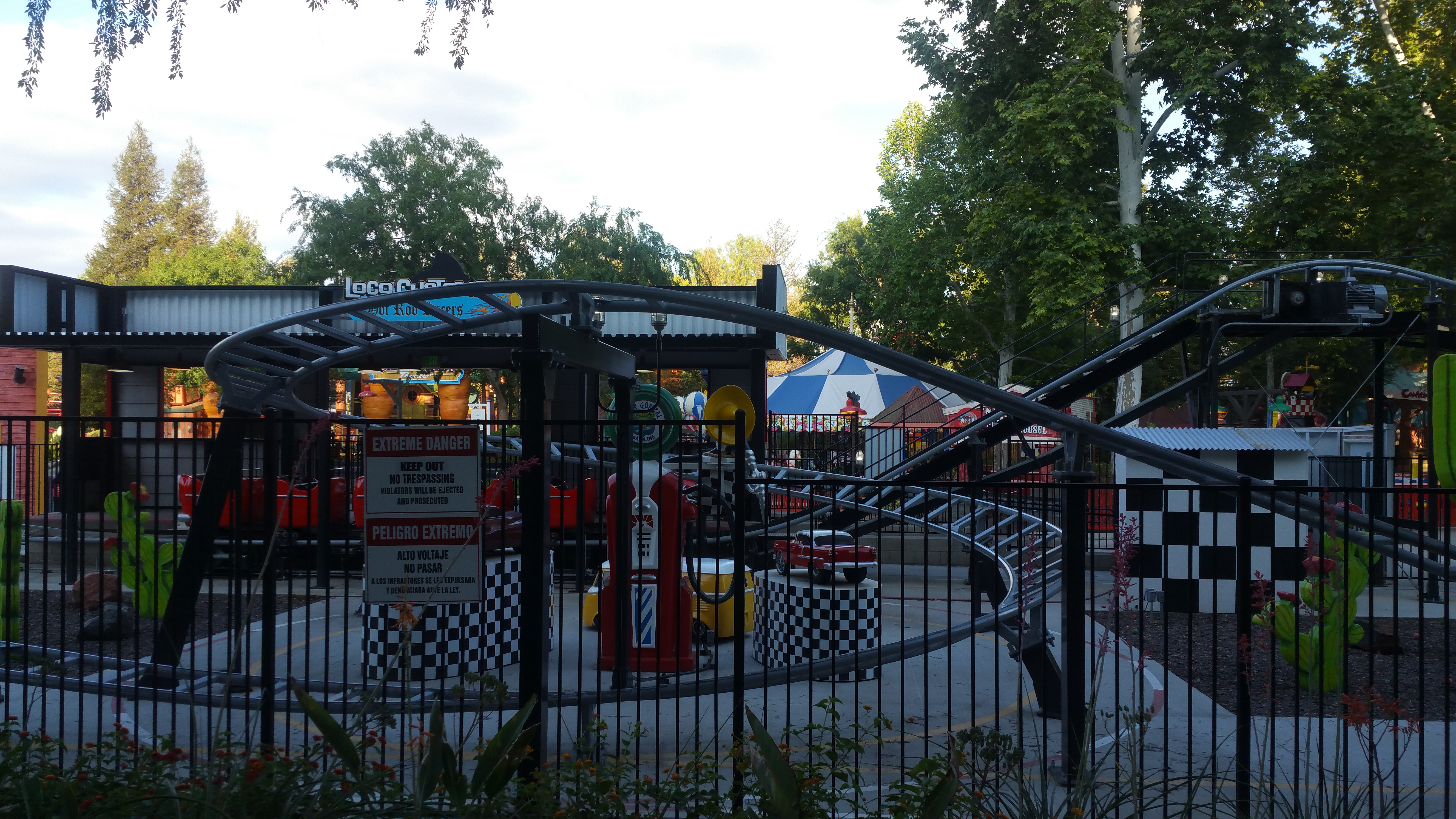
Speedy Gonzales Hot Rod Racers à Six Flags Magic Mountain
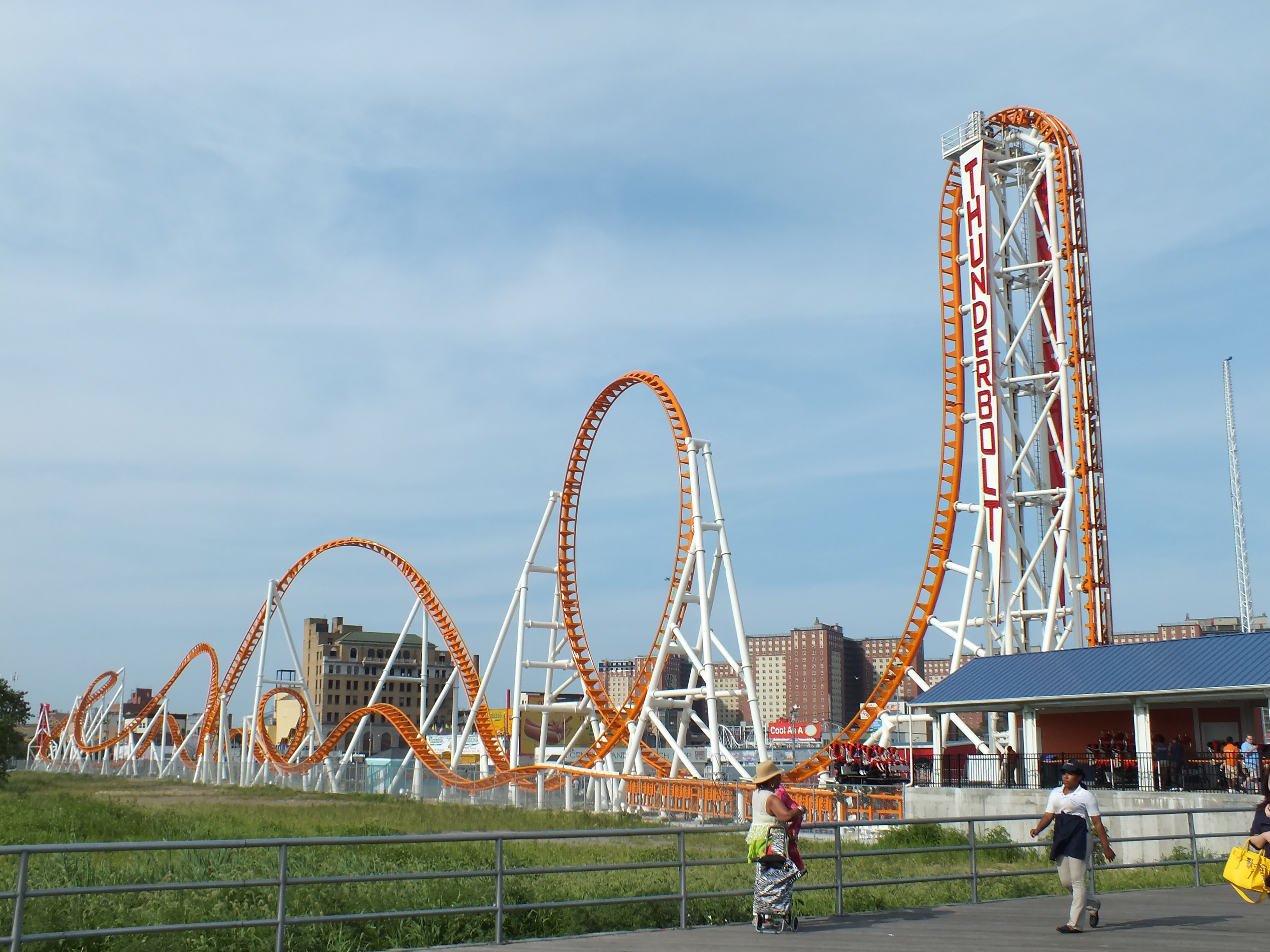
Thunderbolt à Luna Park (Coney Island)
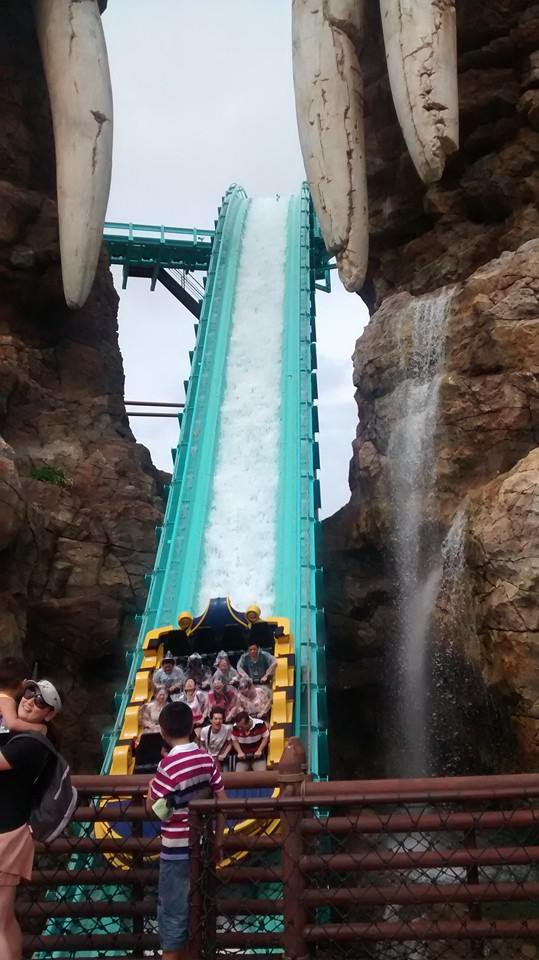
Walrus Splash à Chimelong Ocean Kingdom
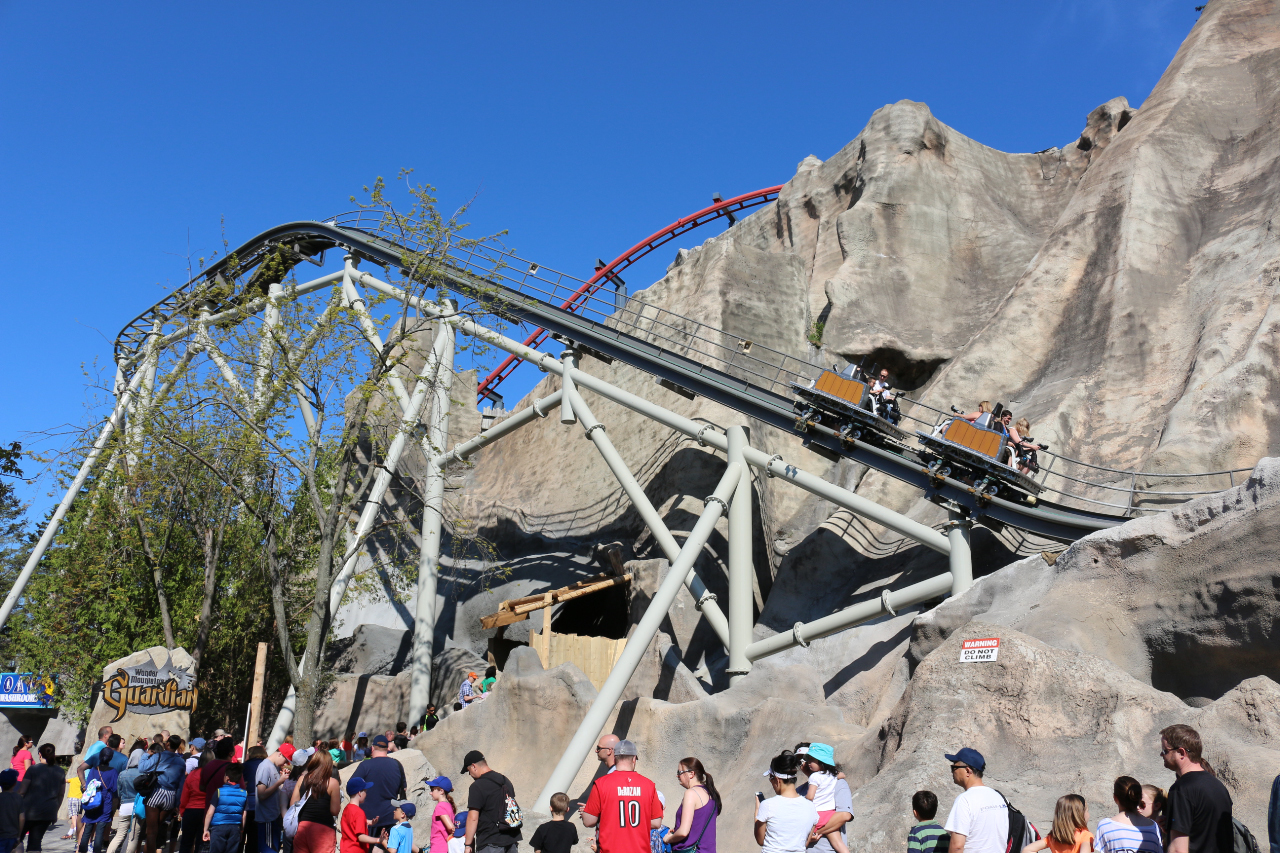
Wonder Mountain's Guardian à Canada's Wonderland

### Autres attractions
Cette liste est non exhaustive.
| Nom                                                | Type / Modèle                   | Constructeur                                           | Parc                             | Pays        |
| -------------------------------------------------- | ------------------------------- | ------------------------------------------------------ | -------------------------------- | ----------- |
| Aérobar du buveur                                  | Aerobar                         | Aerophile                                              | Parc du Petit Prince             | France      |
| Aérodynamix                                        | Magic Bikes                     | Zamperla                                               | Parc Astérix                     | France      |
| Aérousel                                           | Carrousel                       |                                                        | Parc du Petit Prince             | France      |
| Air Race                                           | Air Race                        | Zamperla                                               | Drayton Manor                    | Royaume-Uni |
| Alligator baie                                     | Splash Battle                   | Mack Rides                                             | Le Pal                           | France      |
| Alligator Island                                   | Jet Skis                        | Zierer                                                 | OK Corral                        | France      |
| Angkor                                             | Splash Battle                   | Mack Rides                                             | PortAventura Park                | Espagne     |
| Aguila IV                                          | Walkthrough                     |                                                        | Cinecittà World                  | Italie      |
| Ay Pepito Rodéo                                    | Chevaux Galopants               | Soquet                                                 | Parc du Bocasse                  | France      |
| Ballon de l'allumeur de réverbère                  | Ballon captif                   | Aerophile                                              | Parc du Petit Prince             | France      |
| Ballon des puys                                    | Ballon captif                   | Aerophile                                              | Vulcania                         | France      |
| Ballon du roi                                      | Ballon captif                   | Aerophile                                              | Parc du Petit Prince             | France      |
| Bateau pirate                                      | Bateau à bascule                | SBF Visa Group                                         | Didi'Land                        | France      |
| Battle of the Pirates                              | Twist'n'Splash                  | Mack Rides                                             | Chimelong Ocean Kingdom          | Chine       |
| Bounce Spin                                        | Jump Around                     | SBF Visa Group                                         | Didi'Land                        | France      |
| Bruco                                              | Train junior                    | SBF Visa Group                                         | Parc du Bocasse                  | France      |
| Caminiera                                          | Parcours de voitures            | Zamperla                                               | Cinecittà World                  | Italie      |
| Chaises volantes                                   | Chaises volantes                |                                                        | Kingoland                        | France      |
| Chaises volantes                                   | Chaises volantes                |                                                        | Parc du Petit Prince             | France      |
| Charlie Brown’s Kite Flyer                         | Chaises volantes                | Zamperla                                               | Knott's Berry Farm               | États-Unis  |
| Chiapas                                            | Bûches                          | Intamin                                                | Phantasialand                    | Allemagne   |
| Cigopanoramique                                    | Flying Wheels                   | Metallbau Emmeln                                       | Cigoland                         | France      |
| Cinéma 7D                                          | Cinéma dynamique                |                                                        | Didi'Land                        | France      |
| Cine 6D                                            | Cinéma dynamique                |                                                        | Kingoland                        | France      |
| Coasterbahn                                        | Luge sur rail                   | Wiegand                                                | Steinwasen Park                  | Allemagne   |
| Coloridea                                          | Fire Brigade                    | Zamperla                                               | Cinecittà World                  | Italie      |
| Congo Splash                                       | Bûches                          | ABC Engineering                                        | Knuthenborg Safaripark           | Danemark    |
| Daffy Duck Bucket Blasters                         | Water Mania                     | Zamperla                                               | Six Flags Over Texas             | États-Unis  |
| Deep sea odyssey                                   | Parcours scénique               | Falcon's treehouse                                     | Chimelong Ocean Kingdom          | Chine       |
| Demon                                              | Top Spin                        | Huss Rides                                             | La Ronde                         | Canada      |
| Despicable Me Minion Mayhem                        | Cinéma dynamique                | Infitec/Universal Creative/ Illumination Entertainment | Universal Studios Hollywood      | États-Unis  |
| Dolphin Round Ride                                 | Manège                          | Zierer                                                 | Chimelong Ocean Kingdom          | Chine       |
| Drageskibet                                        | Bateau à bascule                | Huss Rides                                             | Djurs Sommerland                 | Danemark    |
| Énigmatix                                          | Tour de chute                   | Zamperla                                               | Parc Astérix                     | France      |
| Envolée canine                                     | Jump Around                     | SBF Visa Group                                         | Babyland-Amiland                 | France      |
| Erawan                                             | Tour de chute                   | Intamin                                                | Cinecittà World                  | Italie      |
| Escadrille                                         | Aerobat                         | Technical Park                                         | Parc touristique des Combes      | France      |
| Embarque                                           | Tow boat ride                   | Reverchon Industries                                   | World of Discoveries             | Portugal    |
| Étamine                                            | Barnyard                        | Zamperla                                               | Parc Astérix                     | France      |
| Extreme Supernova                                  | Frisbee                         | Zamperla                                               | Great Escape                     | États-Unis  |
| Falcon's Fury                                      | Tour de chute                   | Intamin                                                | Busch Gardens Tampa              | États-Unis  |
| Family Swing                                       | Chaises volantes                | SBF Visa Group                                         | Didi'Land                        | France      |
| Fatih's Dream                                      | Tow boat ride                   | Intamin                                                | Vialand                          | Turquie     |
| Freifallturm                                       | Tour de chute                   | Bear Rides                                             | Ravensburger Spieleland          | Allemagne   |
| French Quarter Flyers                              | Flying Scooters                 | Larson International                                   | Six Flags America                | États-Unis  |
| G-Lock                                             | Air Race                        | Zamperla                                               | Walygator Parc                   | France      |
| Galions maudit                                     | Bateau à bascule                |                                                        | Kingoland                        | France      |
| Ghost - The Haunted House                          |                                 | ABC Engineering                                        | Legoland Billund                 | Danemark    |
| Graviti                                            | Enterprise                      |                                                        | Le Fleury                        | France      |
| Grenouilles                                        | Jump Around                     | Zamperla                                               | Papéa Parc                       | France      |
| Happy Bump Bump Bump                               | Autos-tamponneuses              | IE Park                                                | Chimelong Ocean Kingdom          | Chine       |
| Harry Potter and the Forbidden Journey             | Parcours scénique / Robocoaster | Kuka, Dynamic Structures                               | Universal Studios Japan          | Japon       |
| High Roller                                        | Grande roue                     | Arup Engineering                                       | Las Vegas                        | États-Unis  |
| Hydrolix                                           | Bûches junior                   | Reverchon Industries                                   | Parc Astérix                     | France      |
| Jumping Star                                       | Tour de chute junior            | Zamperla                                               | Papéa Parc                       | France      |
| Kingi                                              | Tour de chute                   | Moser's Rides                                          | Linnanmäki                       | Finlande    |
| Kingo Express                                      | Train touristique               |                                                        | Kingoland                        | France      |
| Königsflug                                         | Chaises volantes                | Zierer                                                 | Bayern Park                      | Allemagne   |
| Lake Erie Eagles                                   | Flying Scooters                 | Larson International                                   | Cedar Point                      | États-Unis  |
| Lavomatix                                          | Jump Around                     | Zamperla                                               | Parc Astérix                     | France      |
| Linus Launcher                                     | Kite Flyer                      | Zamperla                                               | Knott's Berry Farm               | États-Unis  |
| La Machine à voyager dans le temps                 | Parcours scénique               |                                                        | Futuroscope                      | France      |
| Maciscola                                          | Magic Bikes                     | Zamperla                                               | Cinecittà World                  | Italie      |
| Magic Bikes                                        | Magic Bikes                     | Zamperla                                               | Papéa Parc                       | France      |
| Magic Tower                                        | Tour de chute                   | SBF Visa Group                                         | Magic Park Land                  | France      |
| Montée fantastique                                 | Drop'N'Twist                    | SBF Visa Group                                         | Babyland-Amiland                 | France      |
| New England SkyScreamer                            | Star Flyer                      | Funtime                                                | Six Flags New England            | États-Unis  |
| Octopus Carousel                                   | Carrousel                       | Chance Rides                                           | Chimelong Ocean Kingdom          | Chine       |
| Pig Pen’s Mud Buggies                              | Jump Around                     | Zamperla                                               | Knott's Berry Farm               | États-Unis  |
| Pipe Scream                                        | Disk'O Coaster                  | Zamperla                                               | Cedar Point                      | États-Unis  |
| Piratefallet                                       | Tour de chute                   | SBF Visa Group                                         | Didi'Land                        | France      |
| Ratatouille : L'Aventure totalement toquée de Rémy | Parcours scénique               |                                                        | Parc Walt Disney Studios         | France      |
| Rio Grande                                         | Train junior                    | Zamperla                                               | Papéa Parc                       | France      |
| Rivière castor                                     | Bûches junior                   | Soquet                                                 | Fraispertuis-City                | France      |
| Rockin' Tug                                        | Rockin' Tug                     | Zamperla                                               | Indiana Beach                    | États-Unis  |
| Silver Express                                     | Mini draisines                  | Kid Steam                                              | Walygator Parc                   | France      |
| Sky Roller                                         | Sky Roller                      | Gerstlauer                                             | Bakken                           | Danemark    |
| Spirit of adventure                                | Kontiki                         | Zierer                                                 | Chimelong Ocean Kingdom          | Chine       |
| Spruzzaincubi                                      | Splash Battle                   | Preston & Barbieri                                     | Cinecittà World                  | Italie      |
| Steinwirbel                                        | Rockin' Tug                     | Zierer                                                 | Bayern Park                      | Allemagne   |
| Storm Chaser                                       | Windseeker                      | Mondial Rides                                          | Adventureland                    | États-Unis  |
| Tail Spin                                          | Sky Fly                         | Gerstlauer                                             | Dreamworld                       | Australie   |
| Tchou Tchou                                        | Train junior                    | Zamperla                                               | Parc Ange Michel                 | France      |
| Thaolon                                            | Tour de chute en intérieur      | Zierer                                                 | Bayern Park                      | Allemagne   |
| The Lost Temple                                    | Immersive tunnel                | Simworx                                                | Movie Park Germany               | Allemagne   |
| The Mayflower                                      | Bateau à bascule                | Chance Rides                                           | Holiday World & Splashin' Safari | États-Unis  |
| The Pirate's Revenge                               | Twist'n'Splash                  | Mack Rides                                             | Fantasilandia                    | Chili       |
| Tsunami Soaker                                     | Twist'n'Splash                  | Mack Rides                                             | Six Flags Discovery Kingdom      | États-Unis  |
| Tsunami Soaker                                     | Twist'n'Splash                  | Mack Rides                                             | Six Flags St. Louis              | États-Unis  |
| Turm Thaolon                                       | Tour de chute                   | Zierer                                                 | Bayern Park                      | Allemagne   |
| Vapocalderone                                      | Demolition derby                | Zamperla                                               | Cinecittà World                  | Italie      |
| Vigie (la)                                         | Tour de chute                   | Zamperla                                               | Dennlys Parc                     | France      |
| Wellenflieger                                      | Chaises volantes                | Zierer                                                 | Bayern Park                      | Allemagne   |
| Zumanjaro: Drop of Doom                            | Tour de chute                   | Intamin                                                | Six Flags Great Adventure        | États-Unis  |

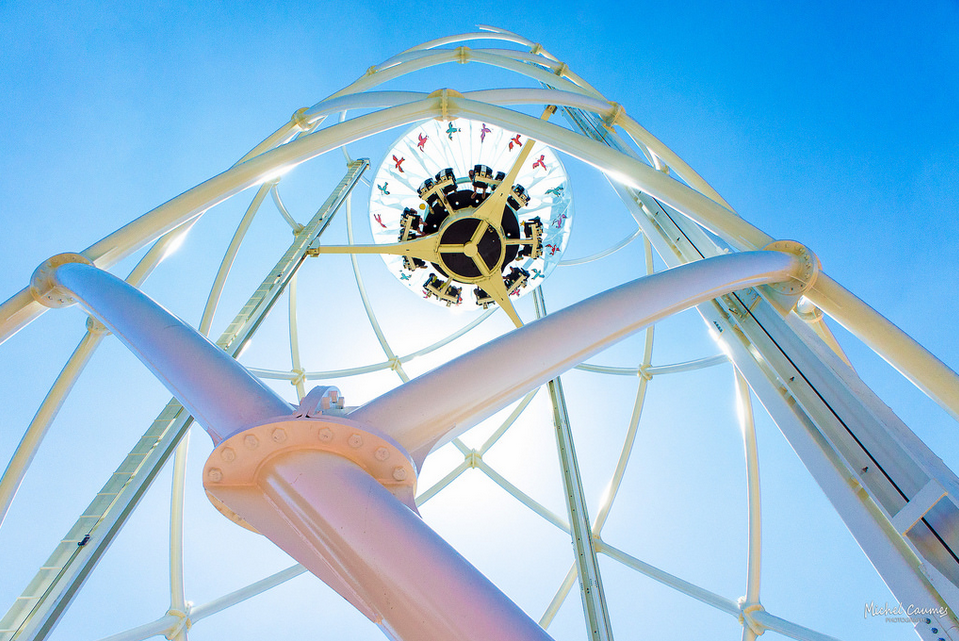
Aerobar au parc du Petit Prince
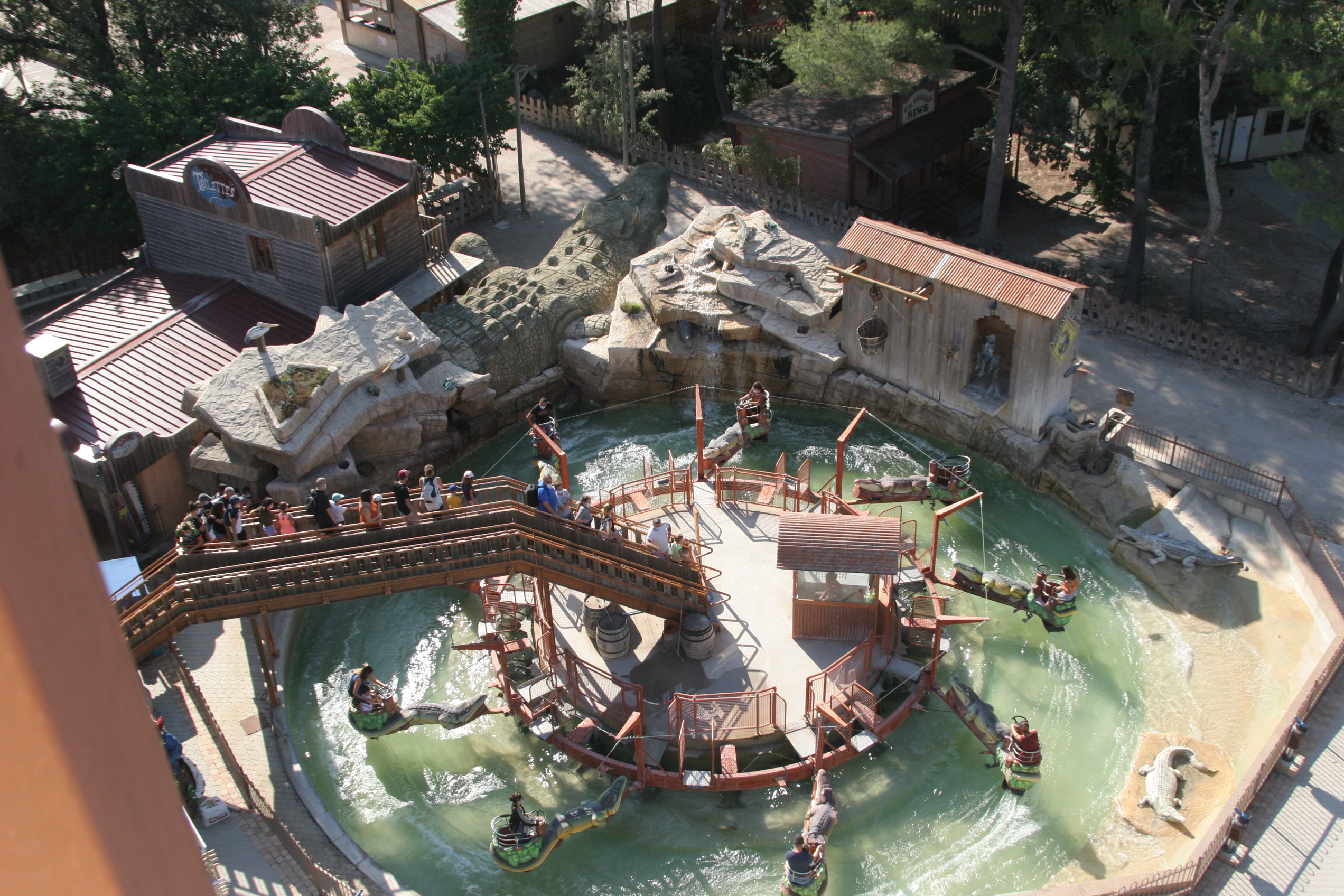
Alligator Island à OK Corral
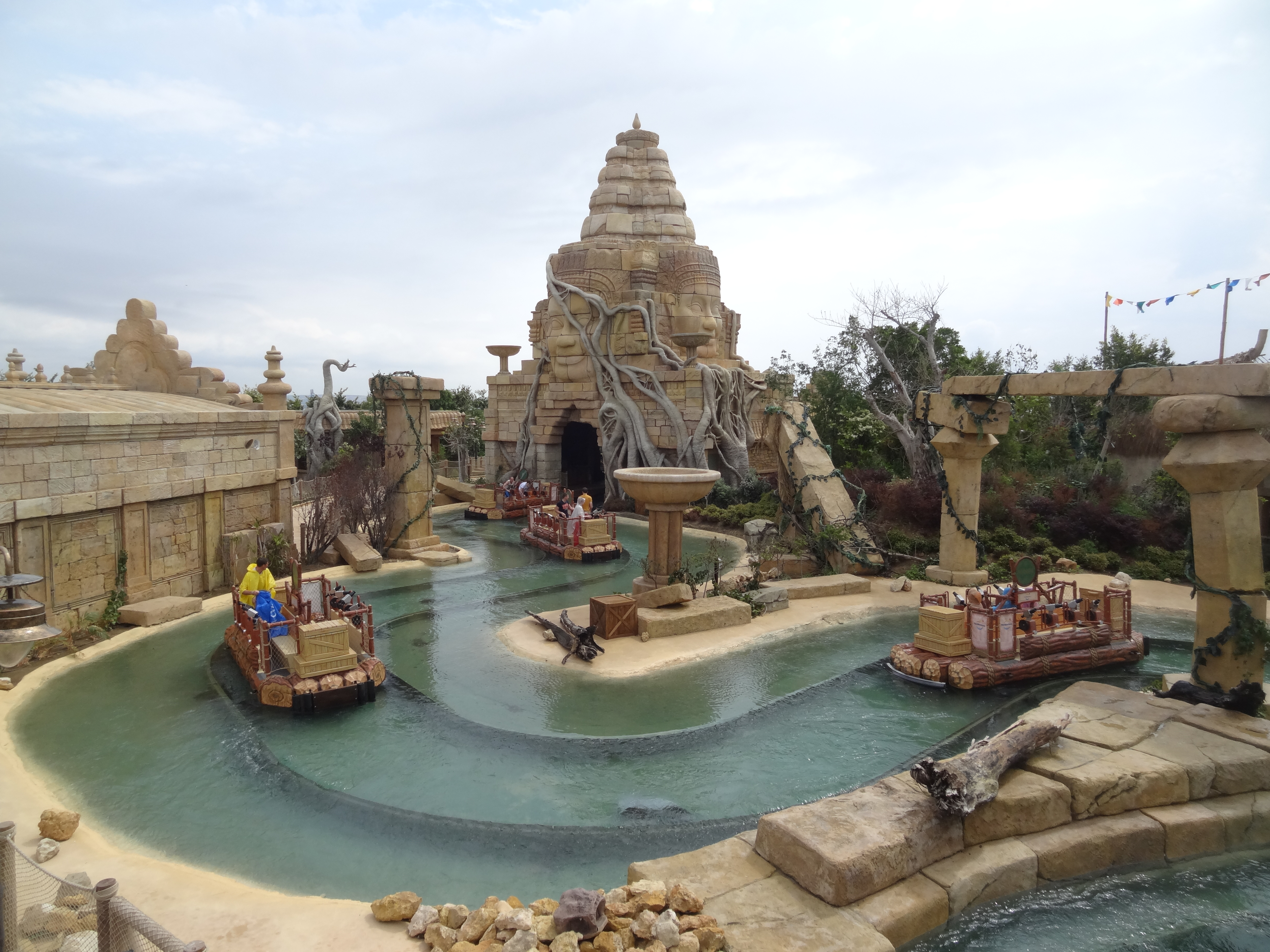
Angkor à PortAventura Park
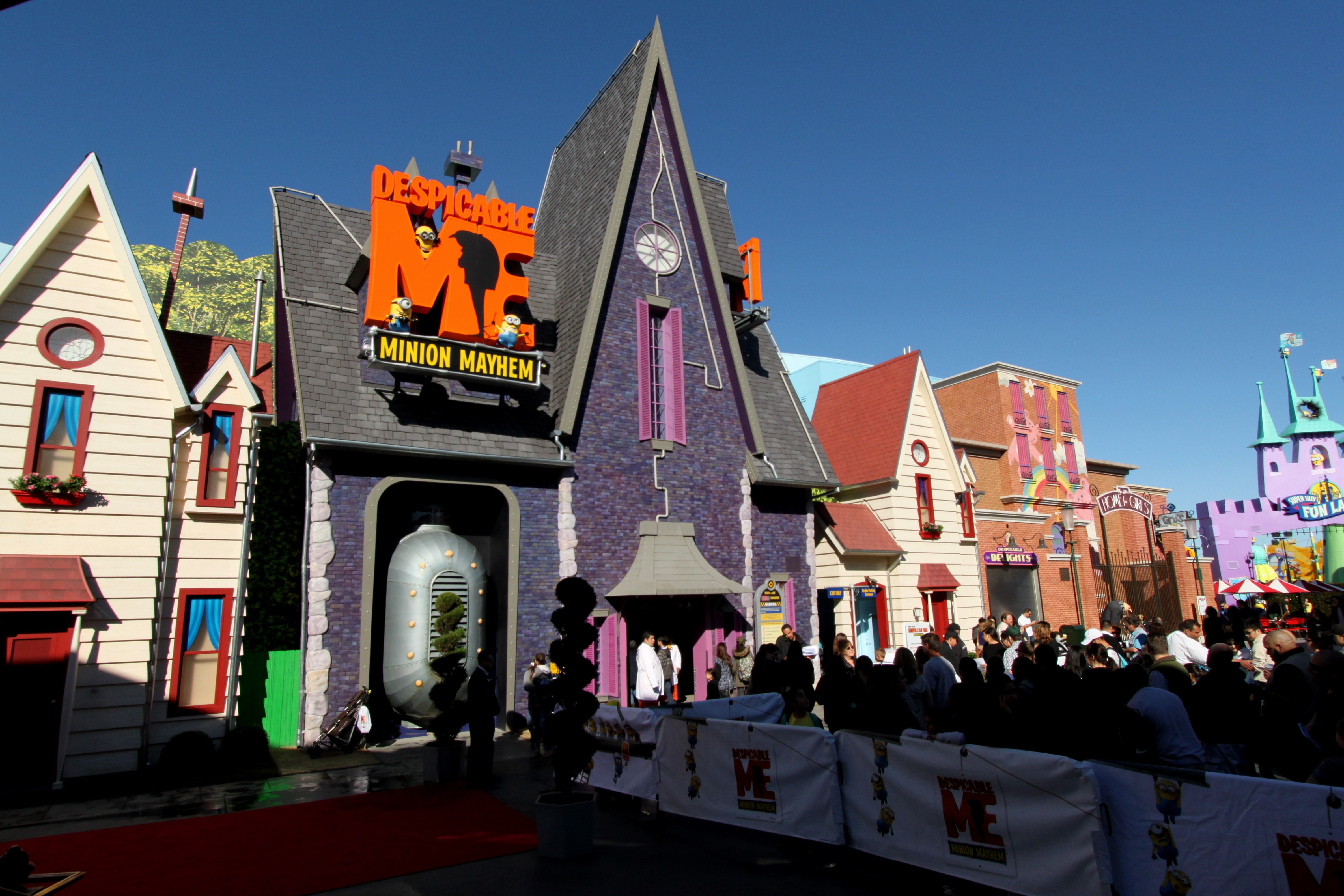
Despicable Me Minion Mayhem à Universal Studios Hollywood
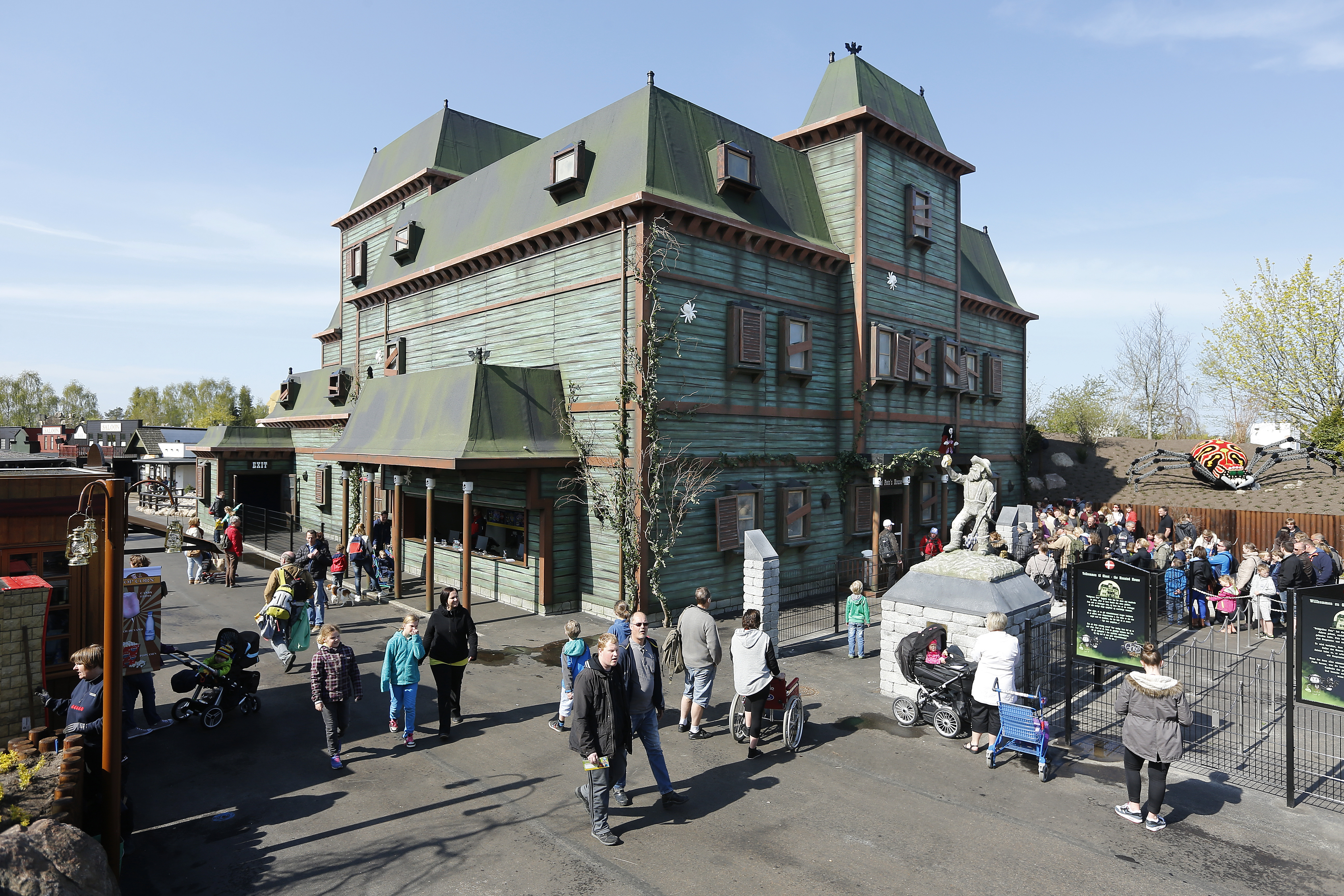
Ghost - The Haunted House à Legoland Billund
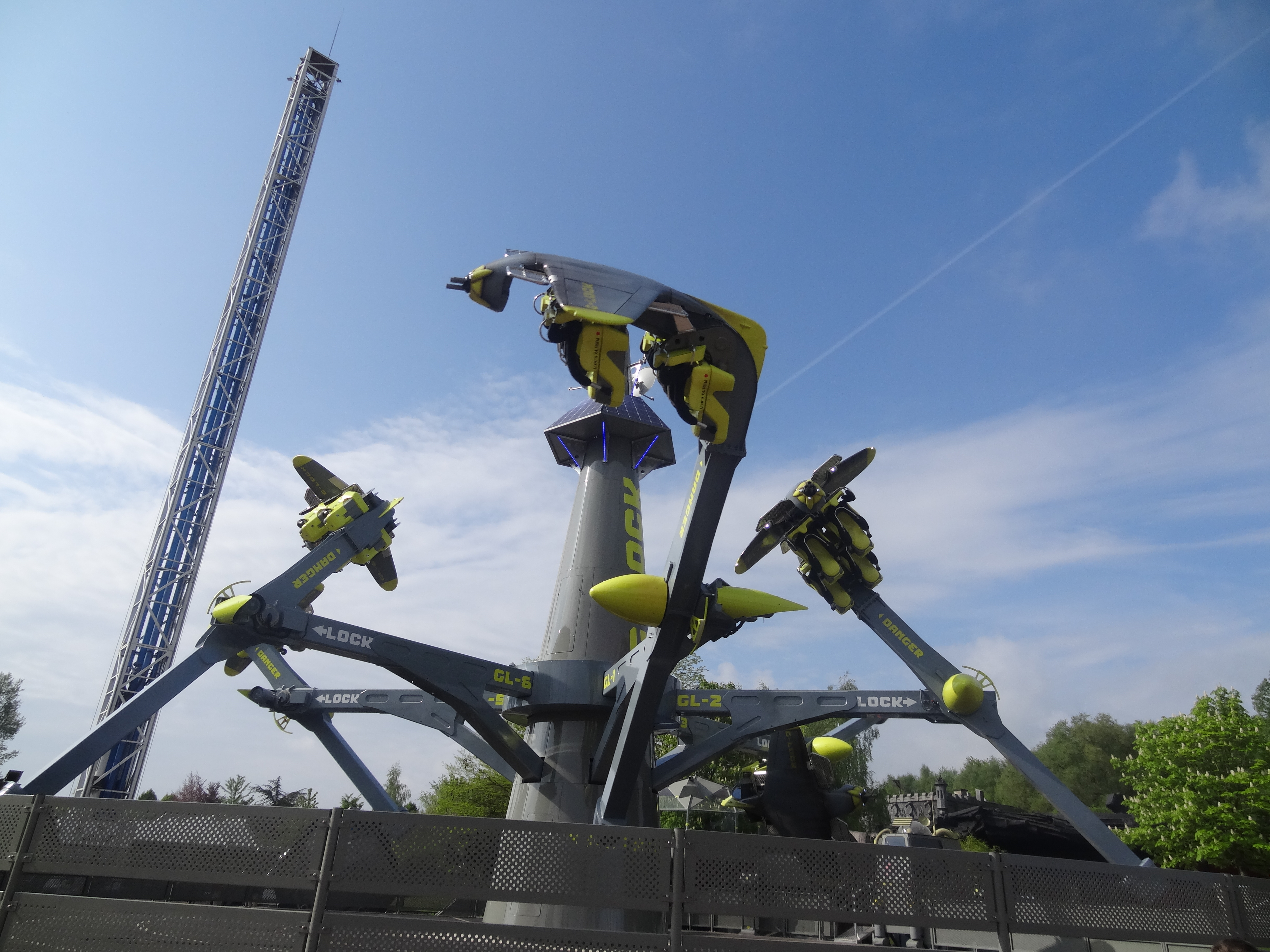
G-Lock à Walygator Parc
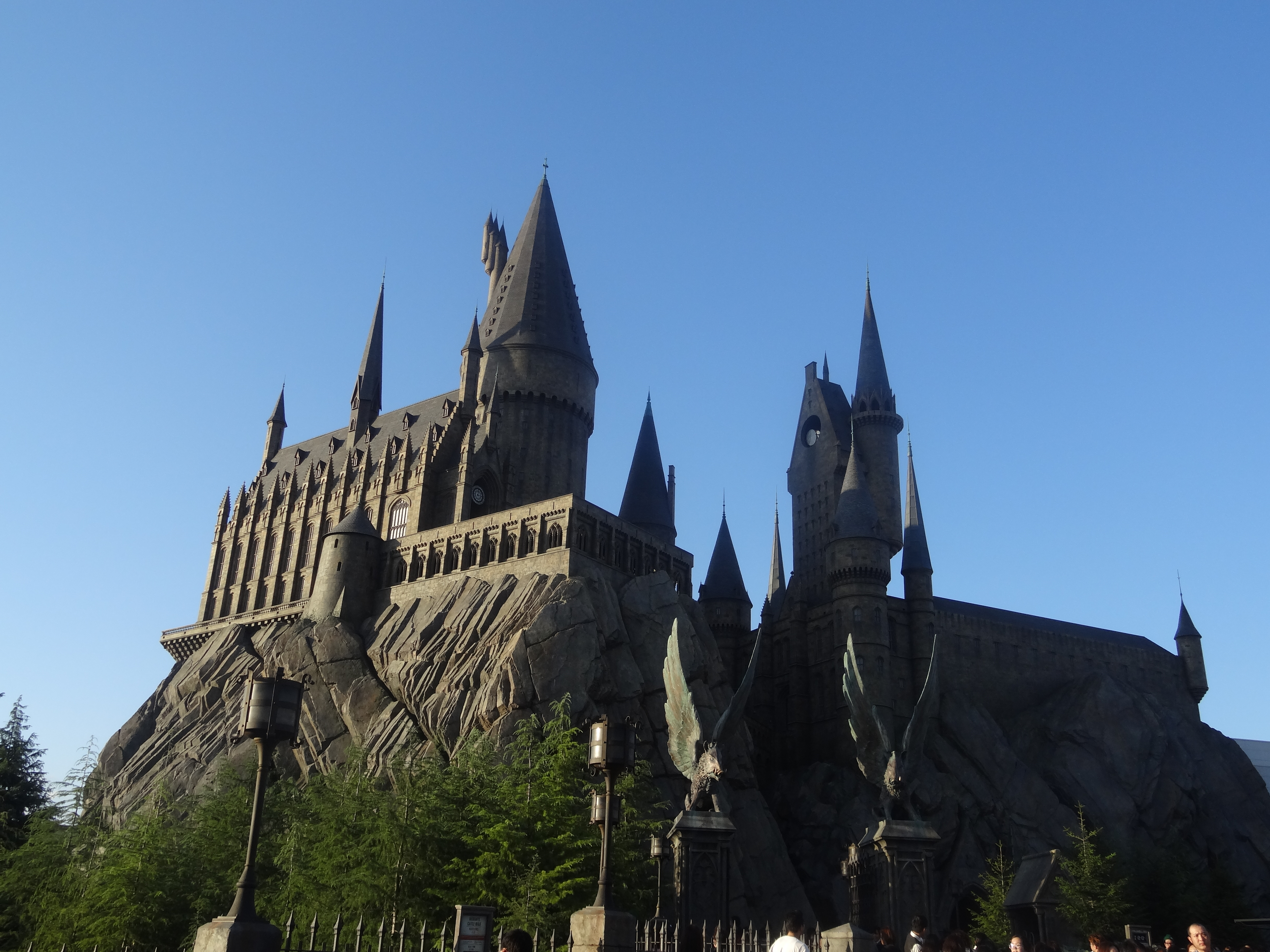
Harry Potter and the Forbidden Journey à Universal Studios Japan
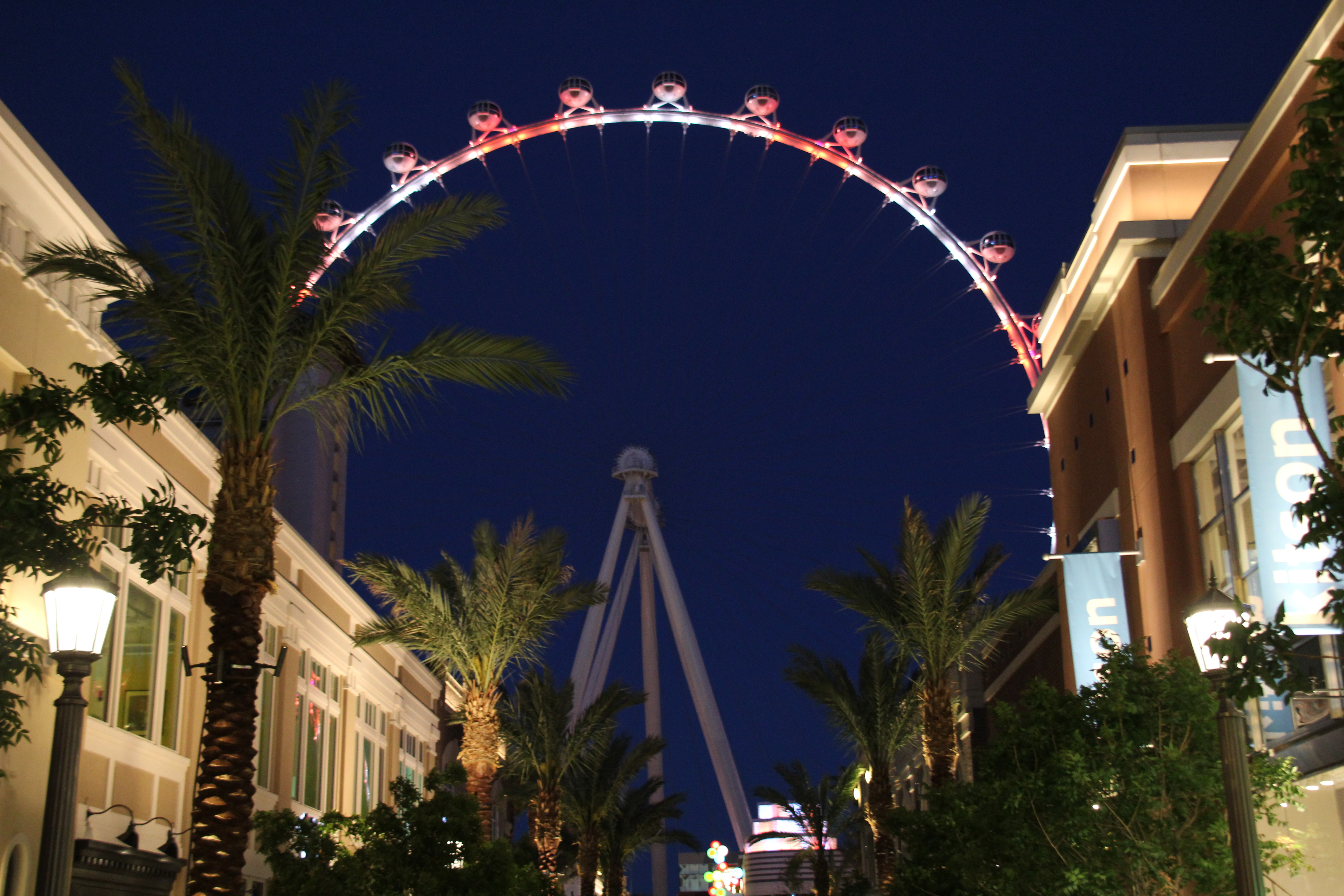
High Roller à Las Vegas
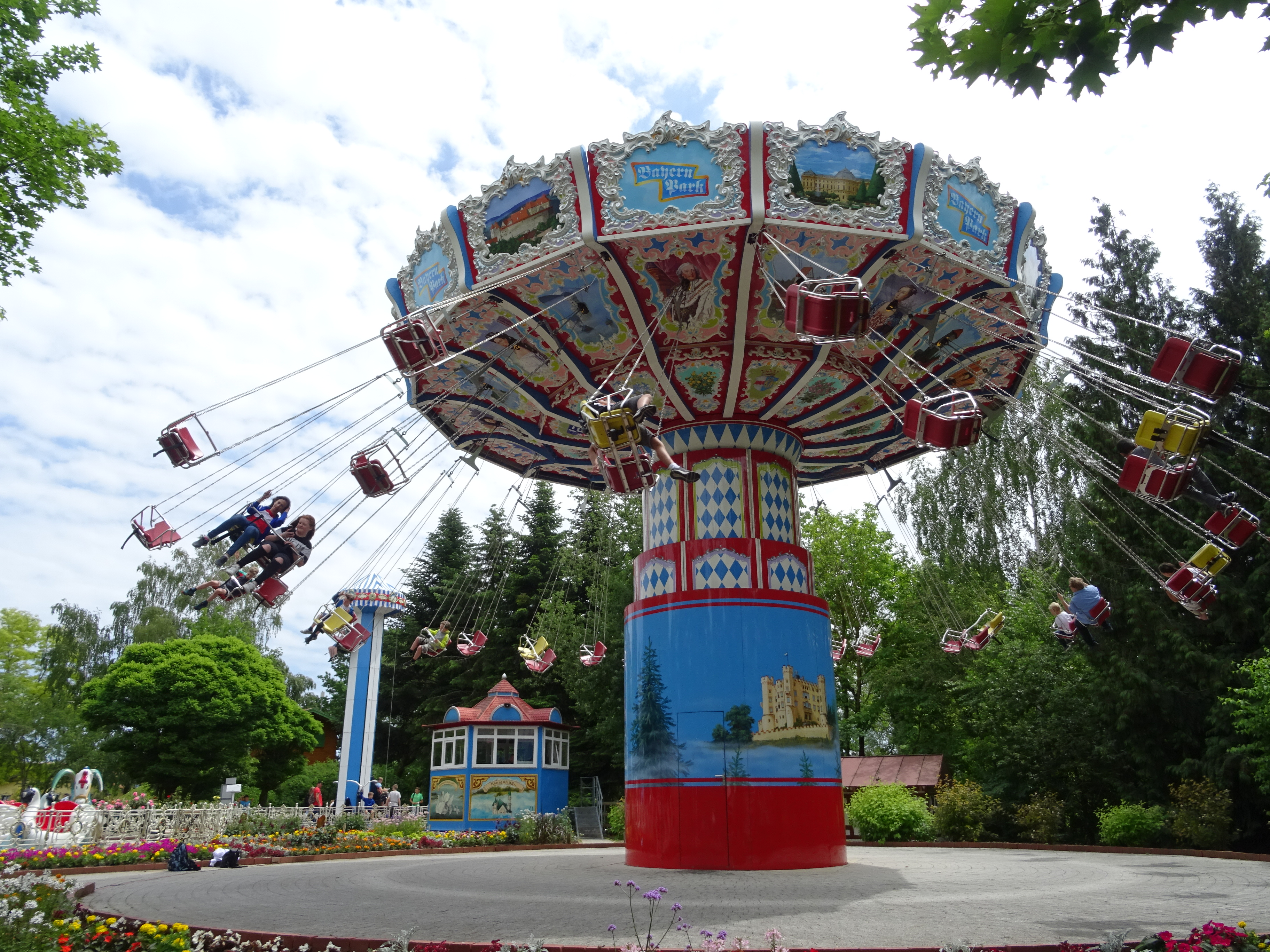
Königsflug à Bayern Park
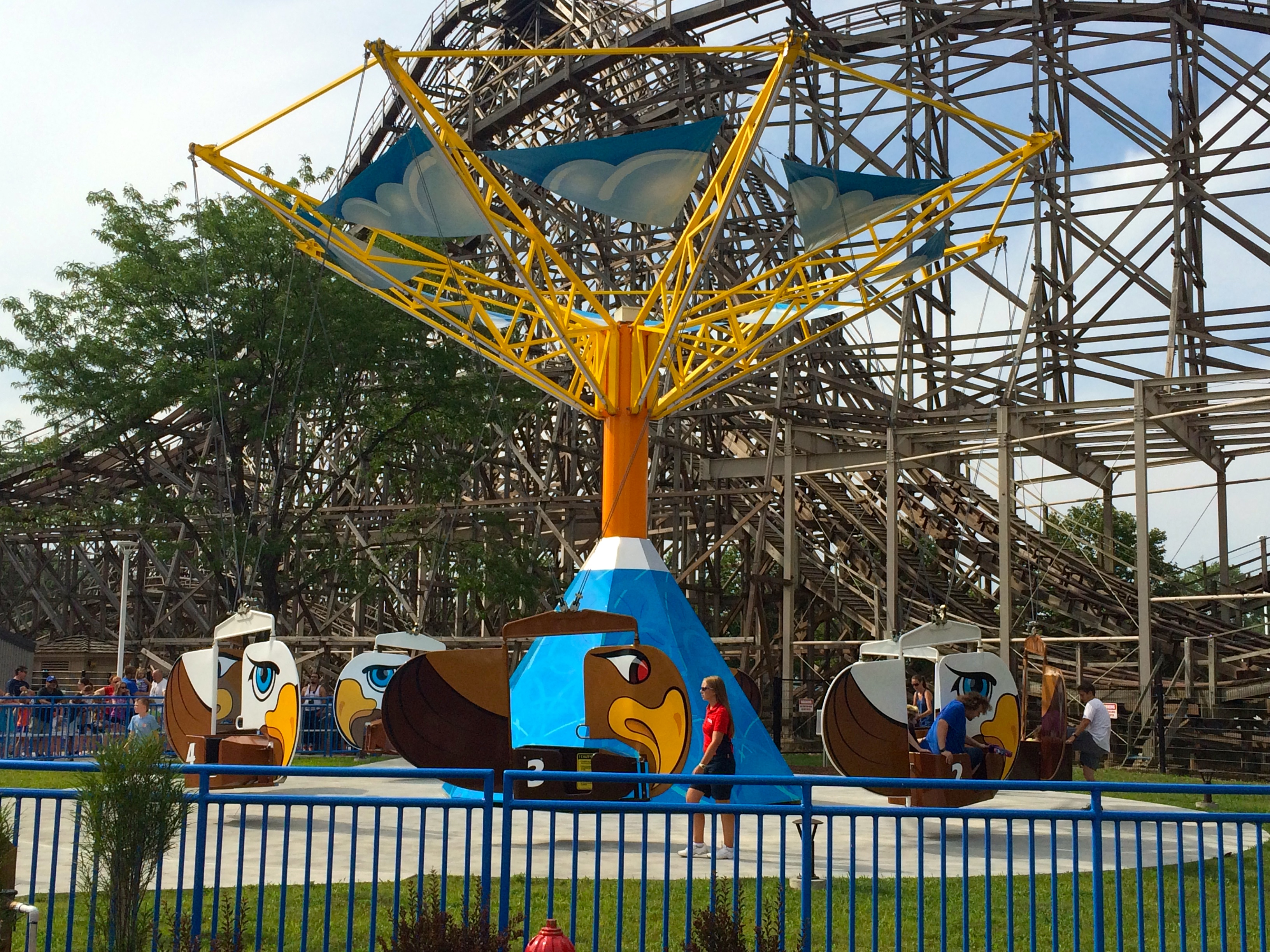
Lake Erie Eagles à Cedar Point
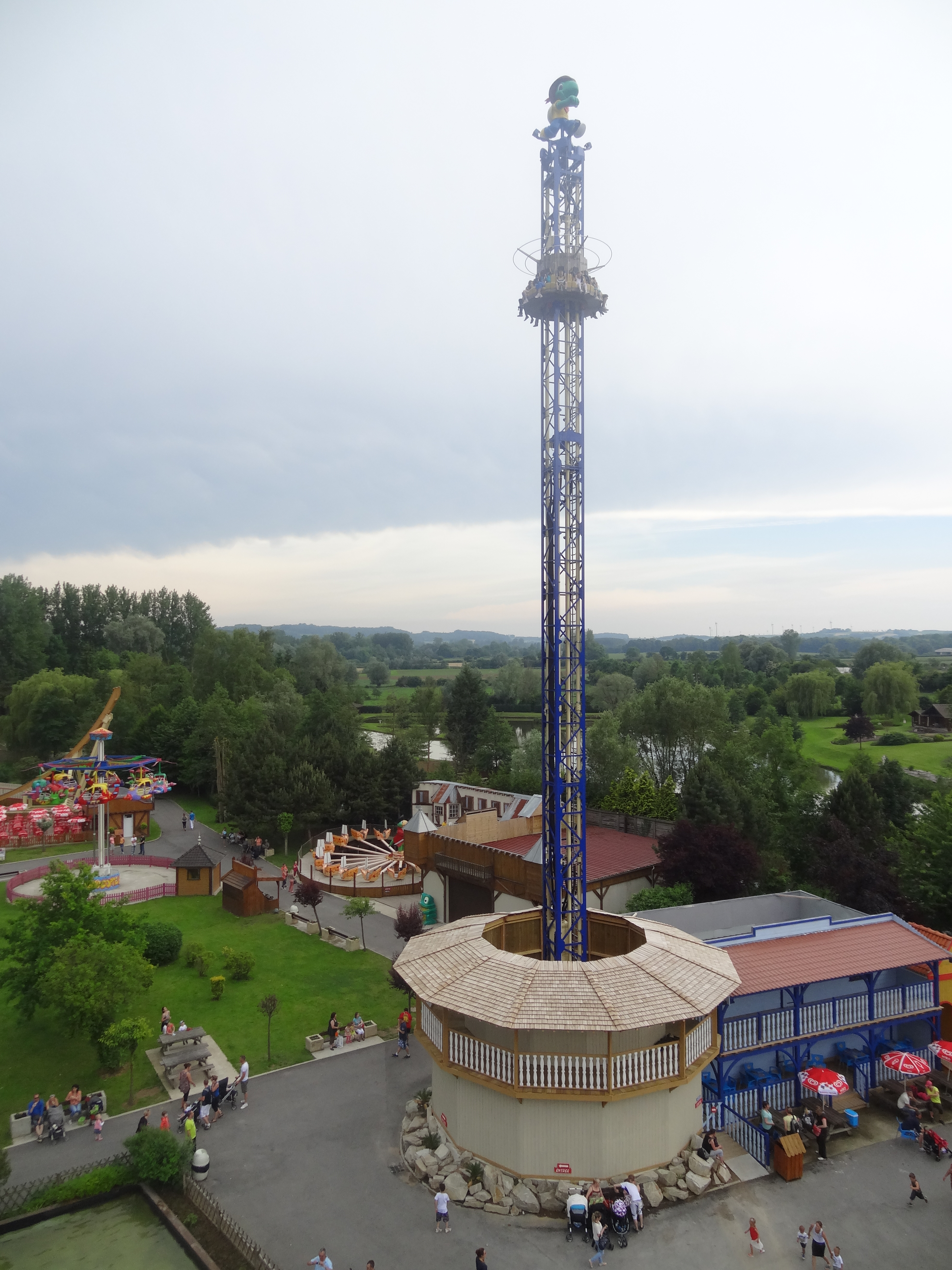
La Vigie à Dennlys Parc
Pavillon de la Machine à voyager dans le temps au Futuroscope
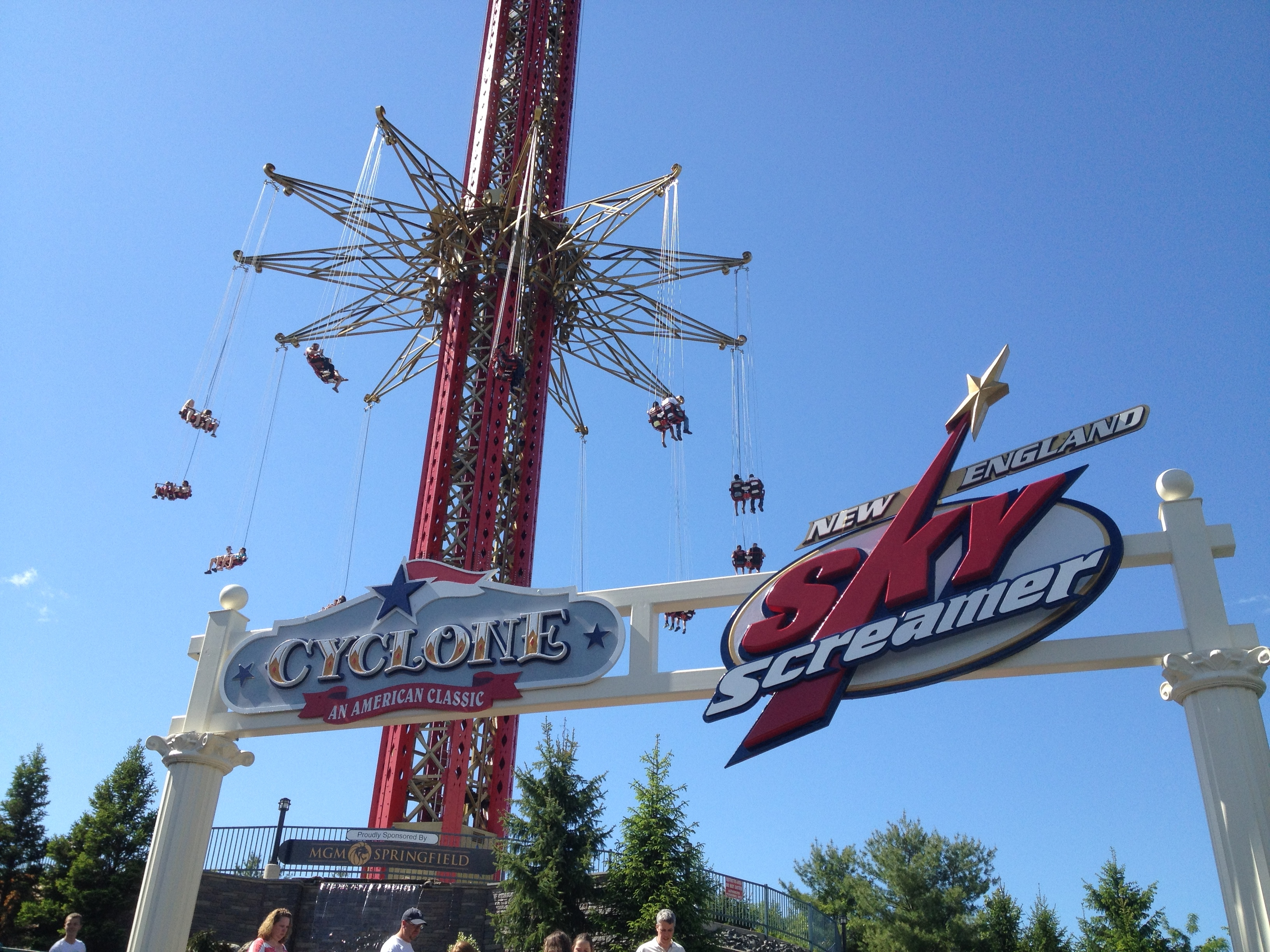
New England SkyScreamer à Six Flags New England
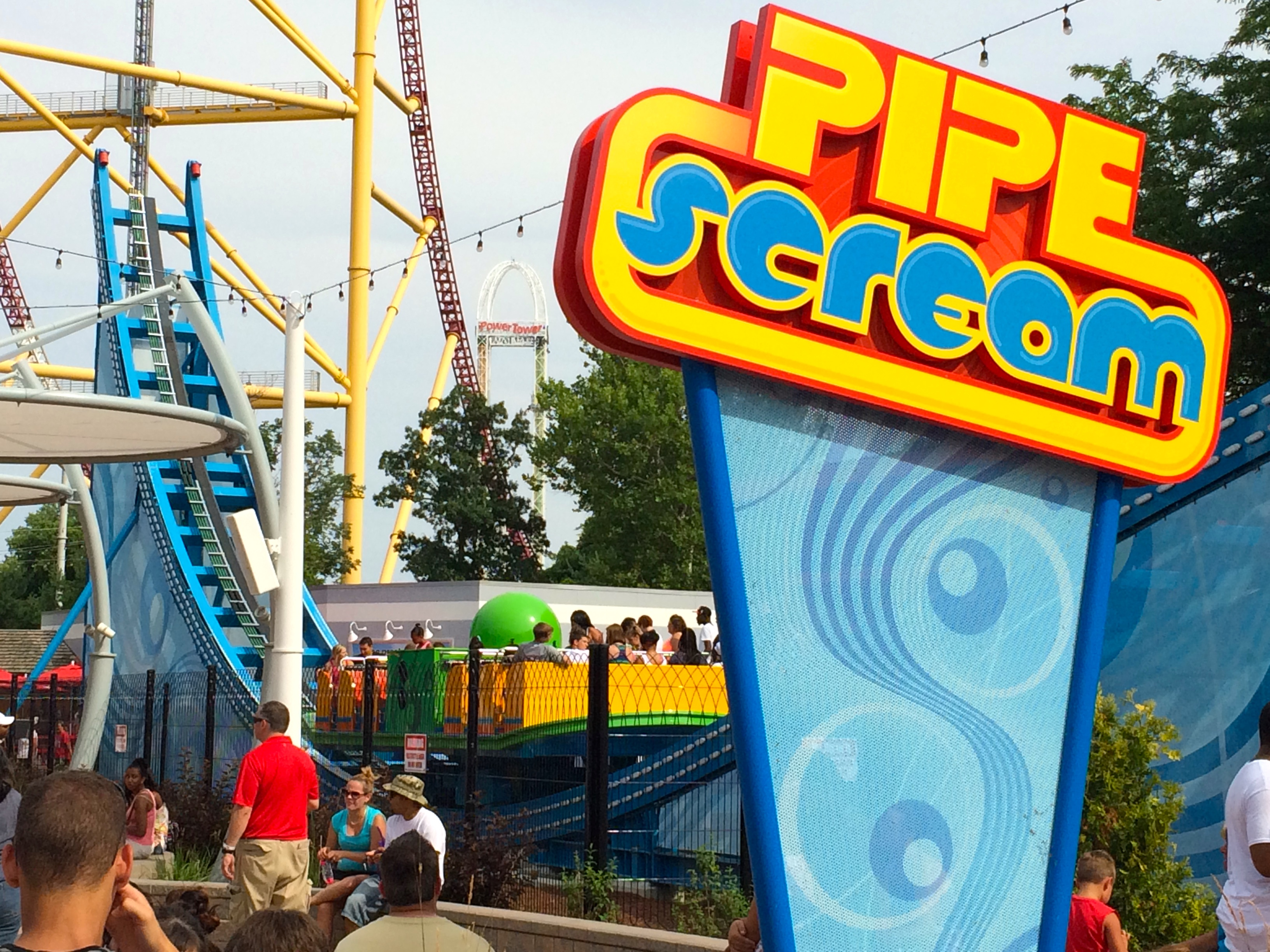
Pipe Scream à Cedar Point
Entrée de Ratatouille : L'Aventure totalement toquée de Rémy au parc Walt Disney Studios
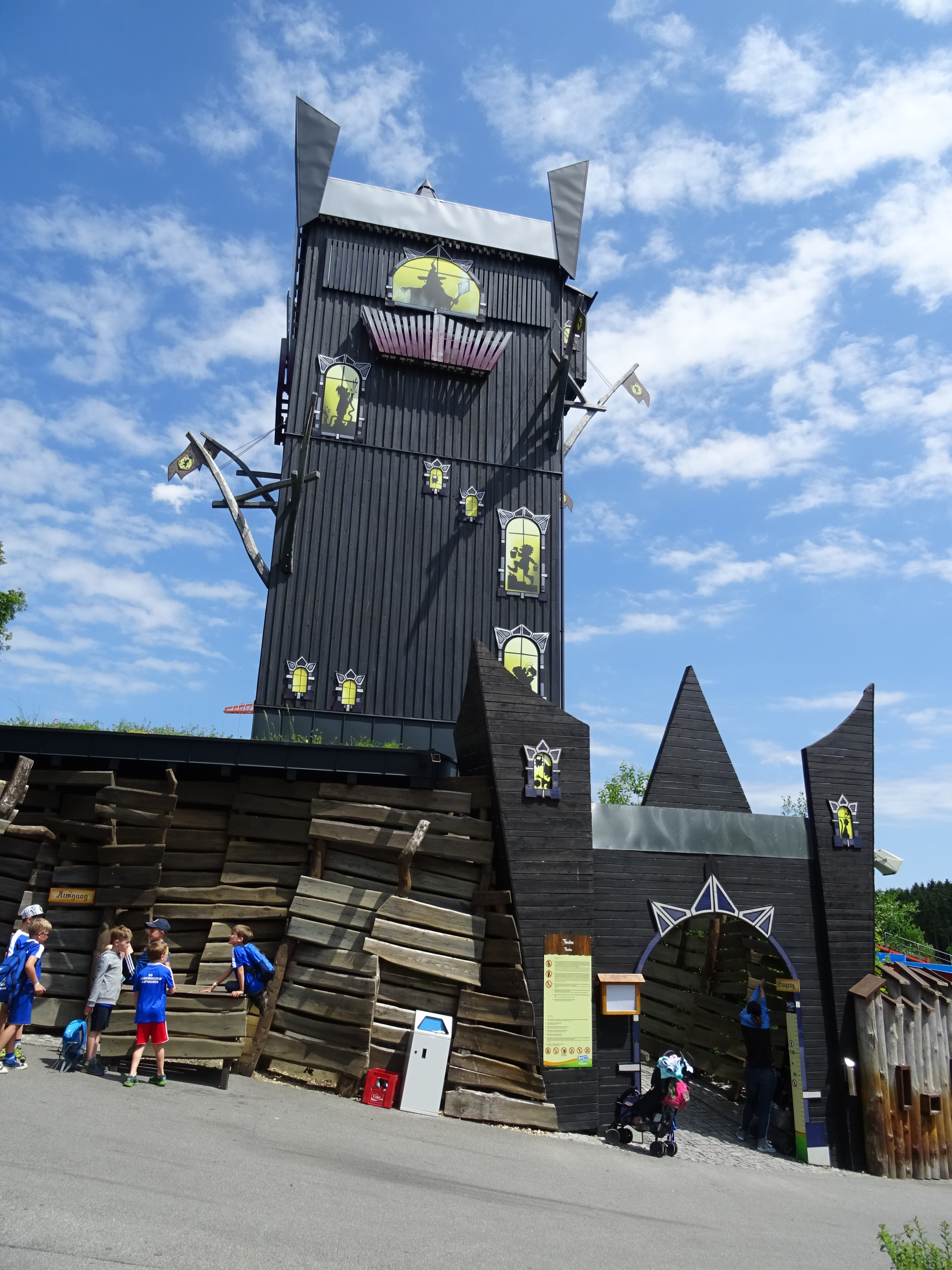
Thaolon à Bayern Park
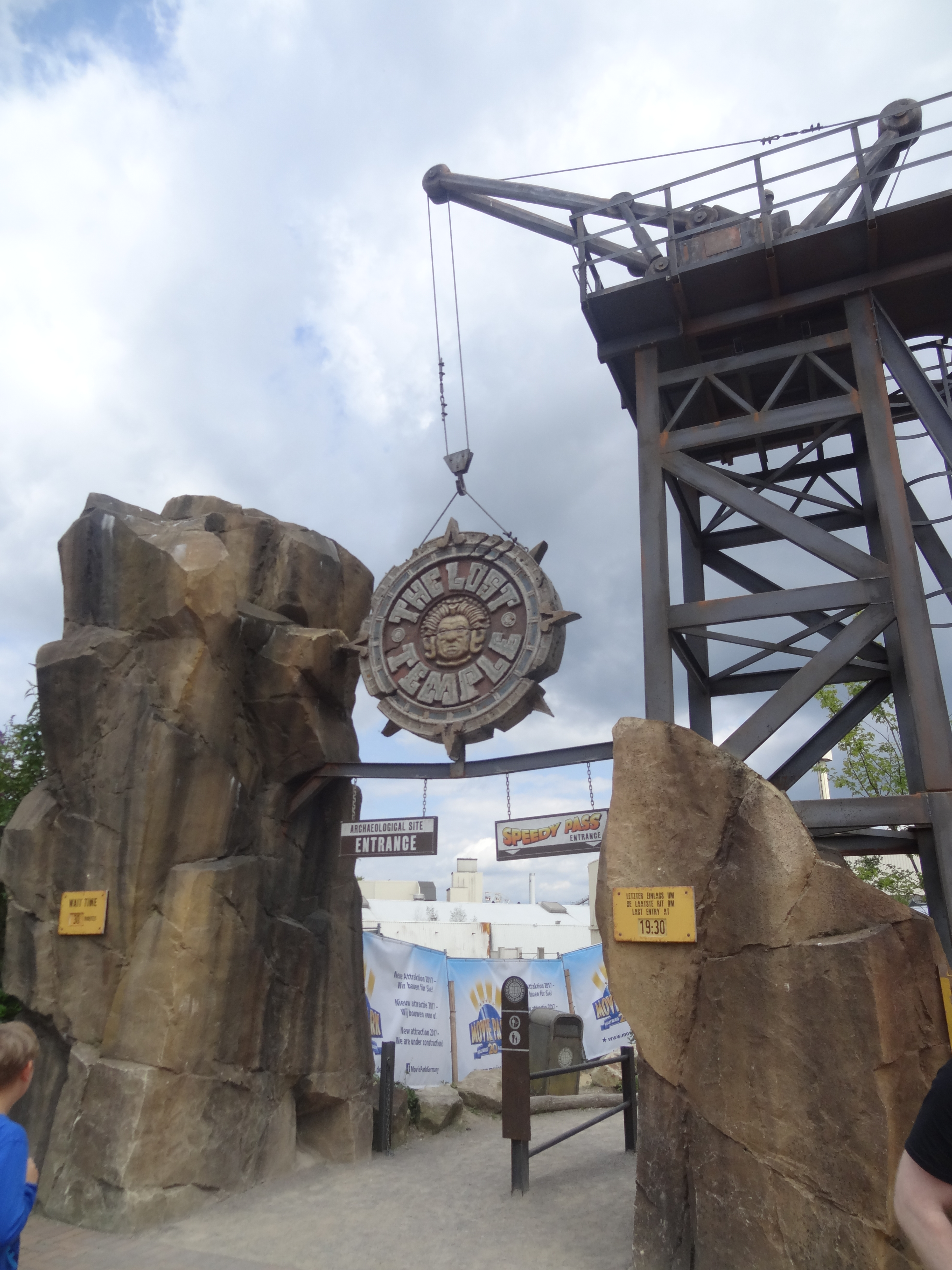
The Lost Temple à Movie Park Germany

## Hôtels
- Azteca - Chessington World of Adventures ( Royaume-Uni)
- Cabana Bay Beach Resort - Universal Orlando Resort ( États-Unis)
- Le Camp du drap d'or - Puy du Fou ( France)
- Sochi Park Adventureland Hotel - Sochi Park ( Russie)

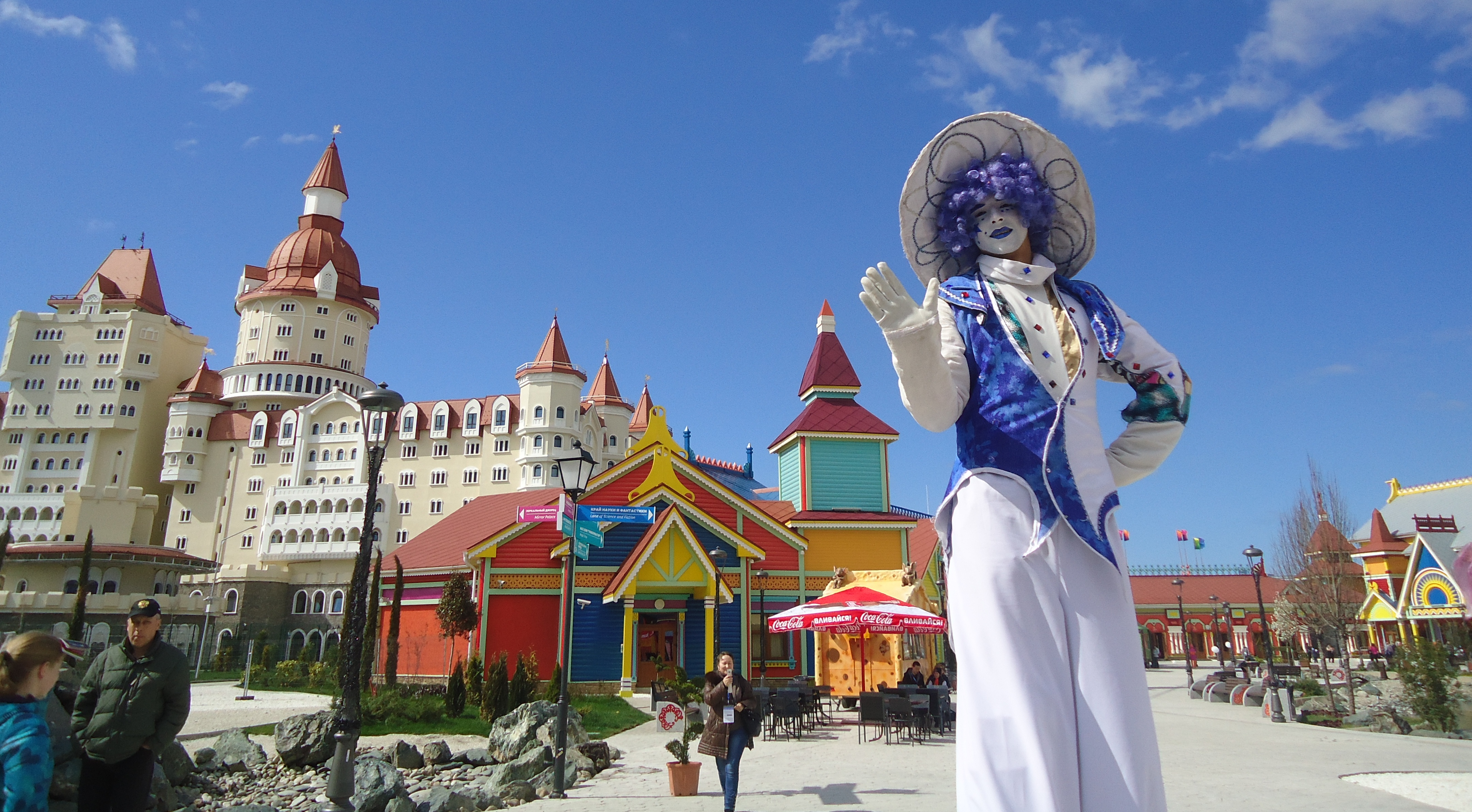
Sochi Park Adventureland Hotel à Sochi Park